# Viana
Viana es un municipio y una ciudad española de la Comunidad Foral de Navarra. Situada en la merindad de Estella, en la comarca de Estella Occidental y a 81 km de la capital de la comunidad, Pamplona. Su población es de 4413 habitantes (INE 2024).
Fundada el 1 de febrero de 1219 por Sancho VII el Fuerte, recibió el título de ciudad en 1630 y se la llama Muy Noble, muy ilustre y Leal Ciudad de Viana Cabeza de Principado del antiguo reino de Navarra. Conserva parte del conjunto amurallado del siglo XIII y numerosas casas blasonadas, además de importantes monumentos históricos.

## Símbolos

### Escudo
El escudo de armas de la ciudad de Viana tiene el siguiente blasón:

Trae de oro y cinco palos de gules. Bordura de lo mismo cargada con las cadenas de Navarra. Por timbre una corona abierta.

A los pocos años de otorgase el Fuero a Viana, en 1276 ya aparece un sello del Concejo de Viana con cinco vainas como las llaman en el libro de sellos navarros. También otro ejemplar posterior, de 1319 figura igualmente con cinco barras. En la ornamentación emblemática de las claves de bóveda del refectorio de la catedral de Pamplona (hacia 1330), se tallaron trasuntos (copias) de las figuras de los sellos de las principales villas del reino en campo circular (no dentro de escudos) análogo al de los sellos; entre ellos figura el de Viana.
Erróneamente ha sido creencia como indica Antonio de Moya en su Rasgo Heroyco de 1756, que estas armas se las dio Juan II por su acendrado heroísmo en la defensa de la ciudad frente a Castilla. pero, las barras de Aragón son 4 y las del escudo de Viana son 5.

## Geografía

Ubicación de Viana en Navarra y en la Merindad de Estella

El término municipal de Viana está situado en el norte de España y en el ángulo suroeste de la Comunidad Foral de Navarra, pertenece a la merindad de Estella. Su término, tiene 78,62 km² de superficie y limita con Aguilar de Codés y Aras por el norte; con Bargota y Mendavia por el este, con Agoncillo y Logroño por el sur y con Oyón y Moreda de Álava por el oeste.
| Noroeste: Oyón (Álava)                      | Norte: Aguilar de Codés y Aras                 | Nordeste: Bargota                        |
| Oeste: Moreda de Álava (Álava)              |                                                | Este: Bargota                            |
| Suroeste: Oyón (Álava) y Logroño (La Rioja) | Sur: Logroño (La Rioja) y Agoncillo (La Rioja) | Sureste: Mendavia y Agoncillo (La Rioja) |

La siguiente tabla muestra las distancias entre Viana, algunas localidades cercanas, las localidades más importantes de Navarra y algunas de las capitales de provincia de España.
| Ciudades | Distancia (km) | Localidades     | Distancia (km) | Capitales     | Distancia (km) |
| -------- | -------------- | --------------- | -------------- | ------------- | -------------- |
| Pamplona | 81 km          | Los Arcos       | 18 km          | San Sebastián | 157 km         |
| Tudela   | 98 km          | Moreda de Álava | 4 km           | Bilbao        | 132 km         |
| Estella  | 37 km          | Bargota         | 9 km           | Logroño       | 9 km           |
| Tafalla  | 71 km          | Aras            | 7 km           | Madrid        | 330 km         |
| Sangüesa | 115 km         | Isaba           | 163 km         | Barcelona     | 490 km         |
| Corella  | 79 km          | Alsasua         | 82 km          | Vitoria       | 64 km          |
| Olite    | 76 km          | Vera de Bidasoa | 148 km         | Zaragoza      | 174 km         |

### Relieve
El municipio forma parte de la depresión de Estella, si bien su altitud en el centro urbano es de 505 m s. n. m. Es la zona norte de Viana la más abrupta y montañosa, donde está el Alto de los Bojes (836 m s. n. m.) siendo la zona más elevada. El resto del territorio se hace más llano y abierto a medida que se aproxima al río Ebro, que hace de límite sur del municipio, a una altitud de 345 m.

### Hidrografía
Los numerosos arroyos, que proceden en su mayor parte de las estribaciones de la peña de Lapoblación y la sierra de Codés, como son el arroyo de Longar, barranco de Palomeras, arroyo de Valdearas, etc. configuran la red hídrica del municipio. Algunos de ellos son aprovechados para cultivos hortícolas. Toda la red hidrográfica desagua en el río Ebro, y con él en el Mediterráneo. En la zona sur occidental existe una laguna de origen endorreico, recrecida artificialmente para utilizar su agua para el riego. Está declarada Reserva Natural.

### Clima
El clima de la zona es continental, de transición a clima mediterráneo propio de la Ribera del Ebro. Las sierras existente en el norte frena cualquier influencia del clima Oceánico o Atlántico. Sus características principales son invierno fríos, aunque con nevadas y heladas escasas mientras que los veranos son secos y poco calurosos caracterizados además por tener altas temperaturas al mediodía con una caída apreciable al atardecer especialmente provocada por la presencia de vientos del norte (Cierzo).

Climograma con los registros obtenidos en la Estación Manual de Viana entre 1982 y 2004

Durante el periodo 1982-2004, la Estación Manual de Viana del Gobierno de Navarra registró unos valores medios anuales de temperatura de 13,8 °C, llegándose a alcanzar temperaturas máximas de 47 °C, mínimas de -10 °C y una precipitación media de 442,1 mm. En ese mismo periodo, el número de días de lluvia fue de 82 días al año, de nieve 3,8, de helada 25 y de granizo 0,2.
| 1991-2009                     | Ene  | Feb  | Mar  | Abr  | May  | Jun  | Jul  | Ago  | Sep  | Oct  | Nov  | Dic  | Año   |
| ----------------------------- | ---- | ---- | ---- | ---- | ---- | ---- | ---- | ---- | ---- | ---- | ---- | ---- | ----- |
| Temperatura media (°C)        | 5,8  | 7,2  | 10,2 | 11,6 | 15,8 | 19,8 | 22,6 | 22,9 | 19,1 | 14,5 | 9,4  | 6,5  | 13,8  |
| Temperatura máxima media (°C) | 9,3  | 11,5 | 15,4 | 17,0 | 21,8 | 26,4 | 29,8 | 29,8 | 25,0 | 19,3 | 13,1 | 9,8  | 19,0  |
| Temperatura mínima media (°C) | 2,2  | 3,0  | 5,0  | 6,2  | 9,9  | 13,2 | 15,5 | 16,0 | 13,1 | 9,6  | 5,6  | 3,3  | 8,5   |
| Precipitación (mm)            | 37,0 | 27,4 | 26,7 | 46,2 | 45,0 | 39,0 | 29,3 | 27,3 | 30,9 | 41,5 | 49,5 | 42,5 | 442,1 |

En la Estación Manual de Viana, los valores de temperatura y precipitación extremos fueron registrados entre 1982 y 2017:
| Concepto                              | Valor numérico | Fecha               |
| ------------------------------------- | -------------- | ------------------- |
| Precipitación máxima en un día (l/m²) | 71,0 l/m²      | 8 de julio de 2017  |
| Temperatura máxima absoluta (°C)      | 47 °C          | 7 de julio de 1982  |
| Temperatura mínima absoluta (°C)      | -10 °C         | 16 de enero de 1985 |

### Flora y fauna
Flora
En el término municipal de Viana, podemos encontrar una gran variedad de flora y a pesar de su reducido tamaño se han llegado a catalogar más de 400 especies diferentes, algunas de ellas son de gran interés como el Thymus loscosii (tomillo sanjuanero), el cual ha sido declarado en peligro de extinción por el Catálogo Nacional de Especies Amenazadas.
También existe una gran variedad de orquídeas silvestres y entre ellas destaca la Ophrys riojana, la cual fue identificada por primera en vez en 1998 en un paraje próximo a la Laguna de las Cañas.
Fauna
La fauna de Viana está compuesta principalmente por anfibios como la salamandra, el tritón crestado; reptiles como el eslizón ibérico, el lagarto ocelado, el lución o la culebra de collar) y mamíferos como la comadreja, el conejo, la garduña, la gineta, el hurón, el jabalí, la liebre, el lirón, la musaraña o el zorro). De entre ellos destaca la presencia del visón europeo en los arroyos próximos a la laguna de Las Cañas.
En cuanto a aves han sido identificadas alrededor de 200 especies diferente, entre invernantes, nidificantes, sedentarias o migratorias. Estas van desde el pequeño abejaruco hasta las grandes rapaces como el águila culebrera, el aguilucho lagunero, el búho real o el buitre leonado.
La laguna de Las Cañas o embalse del Salobre, ha sido declarada Reserva Natural (RN-20), ZEPA (Zona de Especial Protección para las Aves) y en 1996 según el Convenio Ramsar, Zona de Importancia Internacional, por la importancia de las colonias de martinete, garza imperial y la presencia de avetoro y algunas especies de polluelas.

### Topónimo
El origen del topónimo Viana es dudoso, existiendo muchas hipótesis al respecto. Mikel Belasko en su libro sobre etimología de localidades de Navarra hace un resumen de las principales hipótesis existentes:
- Que el rey Sancho el Fuerte, fundador de la villa en 1219, le diera el nombre de otra localidad preexistente y que fuera famosa en su época. Esta era una costumbre muy arraigada en las fundaciones medievales y existen numerosas ciudades con nombre parecido a Viana en Europa, la más conocida, la Viena austriaca. La ciudad portuguesa Viana do Castelo fue fundada unas pocas décadas más tarde que Viana con el mismo nombre. La principal candidata para haber sido la padrina de la Viana navarra sería la ciudad francesa de Vienne, que fue una ciudad importante en la Edad Media, aunque luego declinó y que fue conocida también como Vianna y Viana. Esta tesis resultaba bastante convincente a Julio Caro Baroja y es la que considera Belasko más probable en su obra.
- Como las distintas Vienas, Vianas o Veanas que están distribuidas por Europa, procede de la palabra beann (monte, colina o pico). Así, beann en gaélico escocés y en irlandés significa pico o cima. En protogaélico, mucho más próximo al celta original, se escribe benna Véase Viena, Austria, para la etimología de Viana.
- Que Viana sea un nombre anterior a la fundación de la villa y que entrase en la tipología de localidades navarras y alavesas con terminación -ana. Aparece citada[11] en el contexto de la llamada guerra de los tres Sanchos en 1067, 150 años antes de su refundación.
- Julio Caro Baroja consideraba esta terminación como indicativa de un origen relacionado con una villa romana, siendo el primer término del topónimo el nombre propio de su antiguo propietario. Existen restos de villas romanas en la zona de Viana. También considera que estuviera relacionado con alguna vía romana. La existencia de otras muchas Vianas por Europa y el hecho de que Viana aparentemente sea una fundación nueva realizada en el siglo XIII hacen que el mismo Caro Baroja considerara que esta tesis perdía fuerza.
- Que proceda de alguna expresión en lengua vasca, como por ejemplo bi anai ('dos hermanos'), tal y como propuso Juan Antonio Frago García, catedrático de Historia de la Lengua española en la Universidad de Zaragoza. (Compárese con el topónimo Dos Hermanas).
- Que Viana tenga su origen etimológico en Bi amnium, que significaría 'dos ríos', 'dos corrientes de agua' (condición que se cumple en este caso, pues en las afueras de Viana se unen dos ríos). Además, si se respetase la etimología, el nombre se escribiría con B, pues viene de la raíz latina que significa 'dos'. El escritor gallego y estudioso de toponimia Gonzalo Navaza Blanco, afirma que ese sería el origen de todas las Vianas peninsulares.
- Que sea un topónimo prerromano, tal y como sugeriría la tésera celtíbera que fue encontrada en el yacimiento arqueológico de La Custodia (situado en el término de Viana) con la inscripción ueniakum ('de los de Uenia') y que fue estudiada por el historiador Juan Cruz Labeaga y el filólogo Jürgen Untermann. Estos establecieron una posible relación entre la Uenia mencionada en la inscripción y la moderna Viana; aunque encontraron fonéticamente problemático el paso de un nombre a otro.
- Existen etimologías populares que relacionan el nombre de Viana con vino y viñedos, considerando que los romanos (llegados desde los valles del norte) al llegar a Viana vieron una tierra apta para el cultivo de la vid y bautizaron vinetum (viñedo) al lugar.

El nombre de la localidad suele ser transcrito como Biana en lengua vasca; aunque según la Real Academia de la Lengua Vasca se debe escribir Viana (igual que en castellano). Durante un tiempo euskaltzaindia mantuvo que el gentilicio en euskera sería bianarra (con b), para más adelante rectificar e indicar que es vianatar.

## Demografía
Viana cuenta con una población de 4413 habitantes (INE 2024).
| Gráfica de evolución demográfica de Viana entre 1842 y 2021                                                         |
| |
| Población de derecho según los censos de población del INE Población de hecho según los censos de población del INE |

Viana ocupa el 25.º puesto como municipio de mayor población de Navarra, con una población de 4413 habitantes en 2024. de los que 2047 son varones y 1978 son mujeres. Su densidad de población es de 55.95 
 hab/km².
A finales de los años 60, una fábrica de muebles se instaló en Viana, trayendo en muy pocas semanas a 160 familias de Torrecilla en Cameros, que suponían la mitad de su población. El 50 % de sus vecinos son nacidos en Navarra, el 40 % en el resto de España, y casi el 10 % son extranjeros. 
Pirámide de población
Del análisis de la pirámide de población de 2009 se deduce lo siguiente:
- La población menor de 20 años es el 17,16% del total.
- La comprendida entre 20-40 años es el 28,8%.
- La comprendida entre 40-60 años es el 28,93%.
- La mayor de 60 años es el 25,1%.

Esta estructura de la población es típica del régimen demográfico moderno, con una evolución hacia el envejecimiento de la población y la disminución de la natalidad anual.
Población extranjera
Entre 2001 y 2022, el repunte demográfico y la inmigración elevó el porcentaje de población de nacionalidad extranjera hasta el 12,23 % del total de habitantes (534 personas), valor situado en la media nacional. Las nacionalidades con mayor número de residentes son la marroquí (297 personas), la rumana (104 personas) y pakistaní (22 personas) Las de origen americano, suman 51 personas.

## Administración y política

### Gobierno municipal

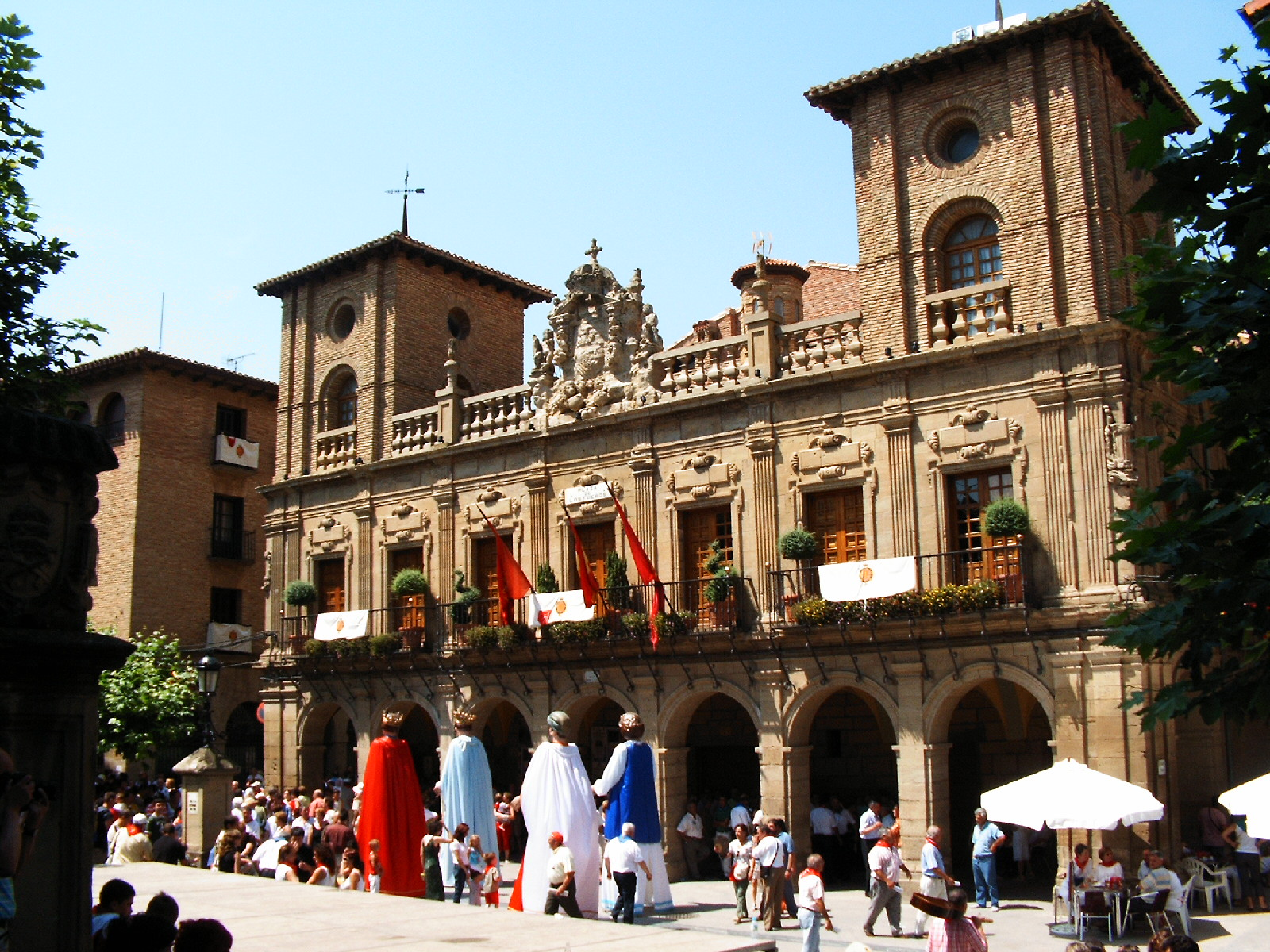
Ayuntamiento de Viana

La administración política de la ciudad se realiza desde 1979 a través de un ayuntamiento de gestión democrática cuyos componentes se eligen cada cuatro años por sufragio universal. El censo electoral está compuesto por todos los residentes empadronados en ella mayores de 18 años y nacionales de España y de los otros países miembros de la Unión Europea. Según lo dispuesto en la Ley del Régimen Electoral General, que establece el número de concejales elegibles en función de la población del municipio, la corporación municipal está formada por 11 concejales. La sede del consistorio está emplazada en la Plaza de los Fueros 1.
Resultados de las elecciones municipales de 2015
En las elecciones municipales de 2015, el Partido Socialista de Navarra-PSOE pierde la alcaldía al obtener el 25,03 % de los votos y se queda en 3 concejales. El partido más votado resultó Unión del Pueblo Navarro consiguiendo el 34,67 % y 4 concejales. Cambiemos Viana (Agrupación electoral afín a Podemos) surge como nueva fuerza con 2 concejales (18,42 %) y EH Bildu (10,36 %) seguido de Geroa Bai (10,13 %) obtienen cada uno 1 concejal. El candidato de UPN resulta elegido alcalde al votar cada uno de los partidos a su candidato; por tanto José Luis Murguiondo ejerce de alcalde hasta el 10 de agosto de 2017, donde una moción de censura promovida por PSN, CV y GBai le sustituye en la alcaldía quedando ocupada por la socialista Yolanda González.
| Periodo   | Nombre                        | Partido | Partido                                  |
| --------- | ----------------------------- | ------- | ---------------------------------------- |
| 1979-1986 | José María Los Arcos Martínez |         | Unión del Pueblo Navarro (UPN)           |
| 1986-1987 | Pedro Matute Arina            |         | Unión del Pueblo Navarro (UPN)           |
| 1987-1991 | Patxi Aramayo Bernechea       |         | Partido Socialista de Navarra (PSN-PSOE) |
| 1991-1995 | José Luis Collado Nicolás     |         | Unión del Pueblo Navarro (UPN)           |
| 1995-1999 | José María Los Arcos Martínez |         | Unión del Pueblo Navarro (UPN)           |
| 1999-2015 | Gregorio Galilea Arazuri      |         | Partido Socialista de Navarra (PSN-PSOE) |
| 2015-2017 | José Luis Murguiondo Pardo    |         | Unión del Pueblo Navarro (UPN)           |
| 2017-act. | Yolanda González García       |         | Partido Socialista de Navarra (PSN-PSOE) |

| Partido político | Partido político                         | 2023  | 2023       | 2019               | 2019               | 2015  | 2015       | 2011  | 2011       | 2007  | 2007       |
| Partido político | Partido político                         | %     | Concejales | %                  | Concejales         | %     | Concejales | %     | Concejales | %     | Concejales |
|                  | Unión del Pueblo Navarro (UPN)           | 26,51 | 5          | Navarra Suma (NA+) | Navarra Suma (NA+) | 24,44 | 4          | 22,80 | 4          | 16,78 | 2          |
|                  | Partido Socialista de Navarra (PSN-PSOE) | 23,27 | 4          | 20,88              | 3                  | 17,65 | 3          | 31,11 | 5          | 47,82 | 8          |
|                  | Geroa Bai (GBai)-Nafarroa Bai (NaBai)    | 10,60 | 1          | 7,74               | 1                  | 7,14  | 1          | 11,62 | 2          | 7,52  | 1          |
|                  | Euskal Herria Bildu (EH Bildu)           | 6,46  | 1          | 5,53               | 1                  | 7,30  | 1          | —     | —          | —     | —          |
|                  | Navarra Suma (NA+)                       | —     | —          | 29,92              | 5                  | —     | —          | —     | —          | —     | —          |
|                  | Cambiemos Viana                          | —     | —          | 8,50               | 1                  | 12,98 | 2          | —     | —          | —     | —          |

### Justicia
Viana pertenece al partido judicial número 1 de la Comunidad Foral de Navarra, con sede en Estella, donde existen dos juzgados de primera instancia e instrucción. En la localidad hay un juez de paz, que desarrolla las competencias propias de esta figura jurídica.

## Economía
Población activa
La población activa del municipio se distribuye de la siguiente manera: Un 60 % trabaja en la industria, un 20 % en el campo.
y el 20 % restante en comercio y servicios.
Agricultura
Este sector representa el 20 % de la economía vianesa. De la producción agrícola destaca la vid cuya producción supone unos 10,3 millones de kg, lo que la sitúa en el 8.º municipio de la DOca Rioja. Actualmente se dedican unas 1500 hectáreas al cultivo de la vid. También tienen importancia los cultivos de trigo, cebada, forrajeras, hortalizas y, en los últimos años, el olivar ha experimentado un significativo aumento.
Industria
Un alto porcentaje de los empleados en la industria de Viana proceden del área metropolitana de Logroño. De ella se pueden destacar la industria alimentaria con empresas dedicadas a la producción de galletas, licores, embutidos, precocinados, conservas. La Industria de la madera. La textil principalmente dedicada a la confección de lana y algodón. En el sector metalúrgico destaca la forja artística, la forja por estampación, la producción de seguidores solares y la de molinos para piensos.
Otros sectores destacables son el de embalajes con fábricas dedicadas a la producción de cartón ondulado y el sector energético. Viana cuenta con tres centrales hidroeléctricas en el río Ebro, varios generadores eólicos del parque de Las Llanas (Aguilar de Codés, Viana, Bargota y Aras), dos parques de energía solar fotovoltaica y dos empresas con cogeneración.
Completan la industria vianesa el sector del transporte donde destaca el transporte de mercancías, el de hormigones y asfaltos y el de pasajeros.
Denominaciones de Origen
En Viana se producen alimentos protegidos por las siguientes denominaciones:
- Denominación de Origen Calificada Rioja
- Denominación de Origen Cava[22]
- Denominación de Origen Aceite de Navarra[23]
- Denominación Específica Espárrago de Navarra[24]
- Denominación Específica Pacharán de Navarra[25]
- Alimentos Artesanos de Navarra[26]

## Servicios

### Educación
Educación infantil, primaria y secundaria
Viana cuenta con varios centros escolares para todas las edades y a disposición de todos los habitantes de la localidad y alrededores.
| Nombre centro | Tipo educación     | Modelo educativo |
| --- | ------------------ | ---------------- |
| Jaime García Orio | Escuela infantil   | G                |
| Erentzun Ikastola | Escuela infantil   | D                |
| Erentzun Ikastola | Educación infantil | D                |
| Erentzun Ikastola | Educación primaria | D                |
| CEIP Ricardo Campano | Educación infantil | PAI y A-PAI      |
| CEIP Ricardo Campano | Educación primaria | G y A            |
| IESO Del Camino | ESO                | G y A            |
| - Modelo A: Enseñanza en castellano y euskera como asignatura. - Modelo G: Enseñanza en castellano con inglés como asignatura. - Modelo PAI: Enseñanza 65 % en castellano y 35 % inglés. - Modelo D: Enseñanza en euskera con castellano e inglés como asignaturas. |                    |                  |

El colegio público de Viana recibe alumnos de las vecinas localidades de Aras, Bargota y Aguilar de Codés. También en Viana existe una de las 15 ikastolas de Navarra donde se imparte la educación íntegramente en euskera, y se reciben alumnos de las mismas localidades, otros pueblos del Valle de Aguilar, además de Logroño, y municipios cercanos de La Rioja. Una parte importante de los vianeses continúa sus estudios en Logroño, donde la educación únicamente contempla el modelo G. Otros optan por continuar sus estudios en Estella, con la opción de modelos A y D, en Oyón y La Puebla de La Barca con modelo D.
El euskaltegi de IKA en la Rioja Alavesa con sede en Oyón, imparte clases de euskera a adultos en la ciudad. Otros alumnos locales se desplazan a la vecina localidad alavesa para continuar sus estudios.
Otros centros educativos
- Escuela municipal de música.
- Escuela municipal de idiomas.
- Centros formativos de los sindicatos UGT y CC.OO.

### Sanidad
Competencia foral
La ciudad de Viana es cabecera de la zona básica que lleva su nombre, y atiende a los pueblos del sector más occidental de Navarra. La atención primaria se presta en el centro de salud, ubicado en la Plaza Oroz, dependiente del Servicio Navarro de Salud-Osasunbidea. Para la atención hospitalaria la ciudad cuenta con Hospital García Orcoyen, situado en Estella. Igualmente existe convenio entre el SNS-Osasunbidea y el Servicio Riojano de Salud para la atención en el Hospital San Pedro de la capital riojana.
Existen 4 farmacias.

### Transportes y comunicaciones
La localidad tenía un parque automovilístico en 2009 razón de 824,23 automóviles por cada 1000 habitantes, que es superior a la ratio de la Comunidad Foral que es de 694 automóviles por cada 1000 habitantes, de acuerdo con los datos existentes en la base de datos del Anuario Económico de España 2009, publicado por La Caixa. En estos mismos datos señalan un parque de 686 vehículos entre camiones y furgonetas.
| Tipo de vehículo | Cantidad |
| ---------------- | -------- |
| Turismos         | 2057     |
| Camiones         | 380      |
| Furgonetas       | 305      |
| Motos            | 167      |
| Ciclomotores     | 205      |
| Total            | 3299     |

#### Red viaria
Viana está comunicada con Pamplona a través de la Autovía del Camino (A-12) a la que se accede desde la ciudad a través de la carretera NA-6320. También ese recorrido puede efectuarse por la antigua N-111 (Pamplona-Logroño) cuyo tramo que va de Viana hasta la localidad de Galar tras la construcción de la Autovía del Camino ha sido renombrado como NA-1110 (Galar-Viana). Con la cercana ciudad de Logroño está comunicada por la carretera nacional N-111 la cual se convierte en autovía tras pasar el límite provincial con La Rioja convirtiéndose en la A-13. Otras carreteras que parten de la ciudad son la NA-7220, que la comunica con Moreda de Álava, y la NA-7230, que la comunica con Aguilar de Codés. También discurre por su término municipal el Eje del Ebro (NA-134) que comunica a Logroño con Tudela por el lado navarro del río Ebro pasando por localidades como Mendavia, Lodosa o Azagra.
| Identificador | Denominación           | Itinerario                             |
| ------------- | ---------------------- | -------------------------------------- |
| A-12          | Autovía del camino     | Límite Pamplona a PK 95,00 de NA-134   |
| N-111         | Viana-Logroño          | Viana a límite con La Rioja            |
| NA-134        | Eje del Ebro           | PK 98,81 de A-68 a límite con La Rioja |
| NA-1110       | Galar-Viana            | PK 6,57 de A-12 a Viana                |
| NA-6320       | Viana-Recajo           | PK 79,77 de N-111 a PK 94,09 de NA-134 |
| NA-7220       | Viana-Moreda de Álava  | Viana a límite con Álava               |
| NA-7230       | Viana-Aguilar de Codés | Viana a Aguilar de Codés               |

### Electricidad
La primera instalación eléctrica data de 1897. Actualmente Viana es excedentaria en generación de energía eléctrica, según datos de la compañía Red Eléctrica Española. Dicha producción de energía eléctrica es obtenida a través de tres centrales hidráulicas en el Ebro, dos empresas con cogeneración, una huerta solar fotovoltaica con seguidores y placas fijas, y algunos aerogeneradores de un parque eólico al norte de la ciudad.

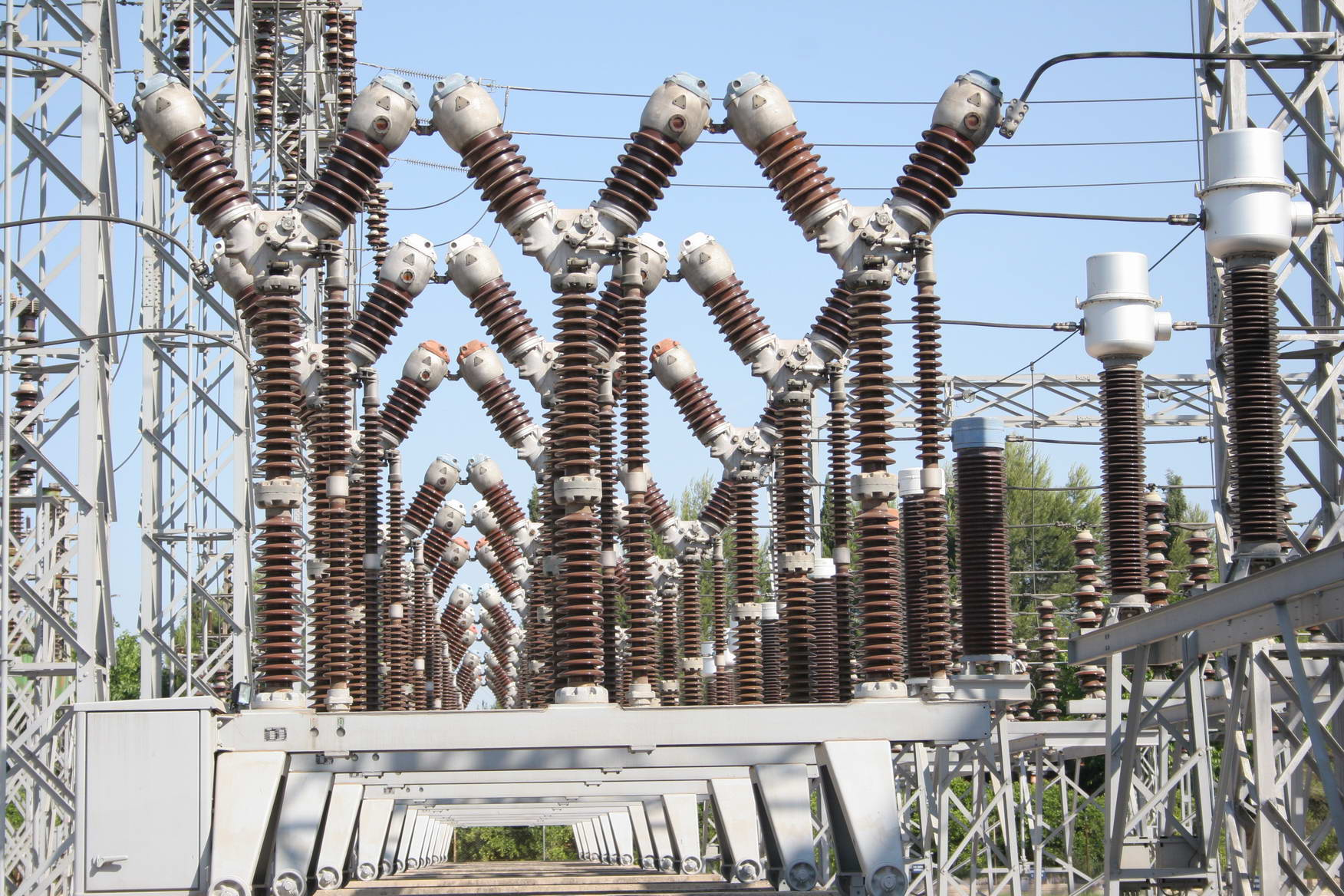
Subestación eléctrica elevadora

La electricidad que se consume en Viana es distribuida por la compañía Iberdrola y procede de la Subestación eléctrica que la empresa Red Eléctrica Española tiene ubicada en el polígono de La Alberguería.

### Combustibles
Para el suministro de combustibles derivados del petróleo, en Viana existe una gasolinera en la carretera Na-1110, calle San Luis Gonzaga, y otra en el centro comercial de Las Cañas.

### Gas natural
Gas Natural SDG, S.A es la empresa encargada del suministro de Gas Natural. La mayor parte de la localidad dispone de canalización subterránea de distribución de gas.

### Agua potable
La Mancomunidad de Montejurra es la entidad que gestiona el ciclo integral del agua, que consiste en el abastecimiento de agua potable, alcantarillado, saneamiento y depuración de aguas residuales, y vertido al río Ebro tras pasar por la depuradora sita en el póligono de la Alberguería y desagüar en el arroyo de Valdearas.
El Ciclo Integral del Agua para la ciudad es el siguiente:
- Las fuentes de captación son el manantial de Valverde y el pozo de La Lastra, de estos puntos va canalizada y pasa al depósito de regulación en el Cueto. Existe otra captación auxiliar, el pozo Las Cañas, para el suministro de los polígonos de La Peña y Las Cañas al sur de la localidad. El único tratamiento que se realiza en estas captaciones es la cloración del agua bombeada y de éstos parten las canalizaciones hacia los puntos de consumo de hogares, industrias y comercios. Una vez utilizada el agua, se recoge en la red de alcantarillado y es conducida a la depuradora, y posteriormente se vierte al río Valdearas.[37]

### Residuos y limpieza de vías públicas
La recogida de residuos está gestionada por la Mancomunidad de Montejurra. La recogida de residuos se realiza de forma selectiva, desde 1989 para lo cual hay ubicados en los diferentes puntos de la localidad contenedores específicos para los diferentes tipos de residuos: orgánicos; plástico y embalses; papel y cartón y vidrio. La brigada municipal de limpieza se encarga del mantenimiento de las calles y dispone de dos máquinas barredoras. El mantenimiento de las zonas verdes así como el del alumbrado público, se subcontrata con empresas de jardinería y electricidad.

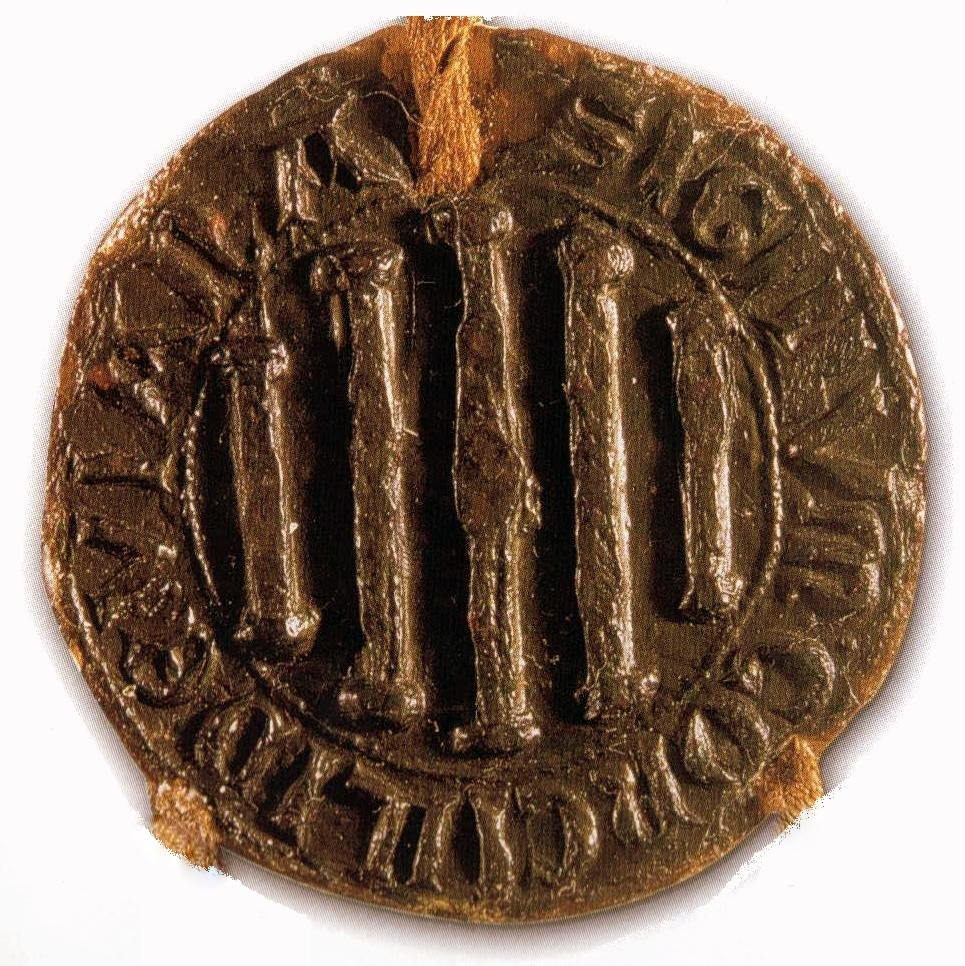
Sigillvm Concilli de Viana 1276

## Historia

### Prehistoria y Edad Antigua
Los restos más antiguos, unas cuarcitas talladas localizadas en Cabeza Redonda, posiblemente pertenecen a comienzos del achelense antiguo o medio. En Matamala también aparecieron raederas, hendidores, discos y hachas tal vez del Paleolítico Inferior.

En el hipogeo de Longar se han encontrado restos humanos pertenecientes a 114 individuos enterrados a lo largo de 130 años, algunos de ellos con señales de muerte violenta mediante flechas. Se ha datado entre  2650 y 2500 a. C., periodo que correspondería al final del Neolítico y comienzo del Calcolítico.
Existen varios yacimientos arqueológicos en el municipio, cuyos restos encontrados datan de la Edad del Bronce situados en pequeñas elevaciones como La Castellana, Valdevarón, Valdecarro y La Raicilla. En ellos se han hallado sílex y hachas pulimentadas. En algunos de los anteriormente citados también se han hallado restos pertenecientes a la Edad del Hierro I a los que hay que sumar los de Monfuí y el Cueto, este último situado próximo a la ciudad de Viana.
De entre todos ellos, sin duda el más importante fue el yacimiento de La Custodia. Su cronología abarca desde un posible Paleolítico, edades de Bronce, Hierro I y II, hasta comienzos de la Romanización. El extenso yacimiento ha proporcionado abundantes datos sobre los berones, cultura de origen celta, así como materiales cerámicos, fíbulas, broches de cinturón, placas con pactos de hospitalidad, monedas de 18 diferentes cecas, etc., Es probable que el asentamiento acabara destruido violentamente por Sertorio al ser esta ciudad aliada de Pompeyo. Su población se dispersó por la zona, creando villas romanas, aunque una parte importante debió trasladarse a Varea, al margen derecho del Ebro, donde inicialmente se instaló el ejército romano para el control de esta zona.
Tras la destrucción de La Custodia, aparecieron numerosos enclaves romanos en la zona. En concreto, seis en el entorno del poblado prerromano, llamados La Aguadera, Cuevas, Las Culdas, Quilinta, Sorteban y Perizuelas. En la zona este aparecieron el Naval y Cornava, y a un km de Viana hacia el noroeste, aparece Tidón, que terminó por convertirse como los otros, en aldeas medievales. También al sur, junto al Ebro, En La Granja, las Escardosas y el Soto Galindo, surgieron villas romanas que no evolucionaron a poblados medievales.

### Alta Edad Media
Previo a la invasión musulmana, existen leyendas que recogió el benedictino fray Gregorio Argáiz en las que cuenta que existió un templo dedicado a la diosa Diana, y que los habitantes de la primitiva Viana o Diana, levantaron un monasterio o priorato benedictino, en honor a un supuesto santo local llamado Pedro en las afueras de la actual ciudad, hacia el oeste. Relata que en el año 661 existían monjas en dicho monasterio, y que santa Anatoquia murió allí.
Hasta el año 923 no se recuperaron para los cristianos las tierras de La Rioja, por lo que queda un gran vacío histórico de dos siglos en los que estas tierras estuvieron bajo dominio musulmán. Este monasterio debió resurgir bajo control de los benedictinos, ya que en el siglo XI aparecen documentos sobre San Pedro de Torreviento, y hay reseñas que indican que tras la reconquista de La Rioja se fundó un monasterio a los pies de la actual ciudad, el cual fue adscrito a Santa María la Real de Nájera

### Baja Edad Media
En el año 1027 aparece citado Tidón (Posiblemente el actual despoblado de San Martín de Tidón) junto a Oyón, en un Cartulario de Santa María la Real de Nájera, como donación a la catedral de Pamplona por Sancho el Mayor. En un apunte del 24 de agosto de 1264 en El Cartulario Magno del Archivo Real y General de Navarra, los caballeros de Oyon y Tidón donan a Teobaldo II, rey de Navarra, la casa de Santa María de Munilla, junto a Logroño, para que la ceda al Hospital de Roncesvalles.
Las relaciones fronterizas entre los reinos de Navarra y Castilla en 1195 se encontraban tensas a consecuencia de que Alfonso VIII de Castilla concedió privilegios a las localidades de Logroño y Navarrete, situadas en la muga con Navarra, lo que hizo que Sancho VII de Navarra comenzara a hostigar a Castilla. Este rey construyó un castillo en las proximidades de la actual Viana, frente a Logroño, desde donde partieron ataques contra el reino castellano. Dicho castillo, al que llamó Cuervo o Corvo, puede identificarse con el lugar de Cuevas, donde en 1203 ya se documenta una tenencia. Otra posibilidad es que se situara en la colina de El Cueto, a escasa distancia al norte de la actual población.
Continuando con la fortificación de la Sonsierra de Navarra que inició Sancho VI el Sabio, con la creación de las fortalezas de Labastida, San Vicente de la Sonsierra, Laguardia y Labraza, su sucesor fortificó la población que ya existía en el mismo lugar.
Se otorgó carta de fundación en 1219, por el rey Sancho VII el Fuerte, en la que dice «Yo don Sancho por la gracia de Dios Rey de Navarra, hago aquí carta. A todos los pobladores de Viana, también a los presentes como a los por venir», lo que da a entender que a los entonces habitantes de Viana, se sumaban las otras aldeas del contorno: Cuevas, Tidón, Piedrafita, Soto, Longar, Perizuelas, Cornava y Goraño. También formaron parte de su jurisdicción Aras, Bargota y Lazagurría, aunque permanecieron como poblaciones habitadas. El resto se abandonaron agrupándose dentro de las murallas de la nueva villa. Dieron comienzo las obras el 14 de enero, fiesta de San Félix, colocando la primera piedra de lo que luego sería el portal de San Felices. Este asentamiento concentró la población de la zona para constituir un importante punto defensivo cercano a la frontera del reino castellano. El mismo monarca le cedió el fuero de Logroño-Laguardia, lo que facilitó, su rápido crecimiento. A su apogeo contribuyó la importante comunidad de judíos establecida en la villa, y el encontrarse en la ruta hacia Santiago de Compostela.
Ya en 1275 tuvo que probar sus fortificaciones resistiendo al asedio castellano dirigido por Fernando de la Cerda. Fueron destruidos los campos y las viviendas extramuros, que en aquel tiempo eran más que las de dentro de la muralla, por lo que la Reina Blanca de Navarra (1226-1283) exoneró de impuestos a la villa en 1276.
El 28 de febrero de 1336, se celebró en la iglesia de Santa María de Cuevas, entonces una aldea de Viana, un acuerdo entre navarros y castellanos en la que se devolvían las plazas de Fitero y Tudején. El padre Moret lo reporta en los Anales del reyno de Navarra. En el siglo XIV nuevamente los castellanos la atacaron varias veces; incluso en 1378 consiguieron ocuparla durante ocho años.
En 1366 la localidad más sus aldeas contaba con 264 fuegos, de los que 45 eran de familias judías. En 1368 el concejo compró el lugar de Agoncillo y Lazagurría.
Carlos III de Navarra instituyó, en 1423, el título de Príncipe de Viana, que sería utilizado por su nieto de igual nombre. Este territorio lo conformaban, según se transcribe del documento archivado en el Ayuntamiento vianés: «Nuestra villa y castillo de Viana con sus aldeas. Nuestra villa y castillo de Sant Vicente con sus aldeas. nuestra villa y castillo de Bernedo con sus aldeas. Nuestra villa y castillo de Aguilar con sus aldeas. Nuestra villa y castillo de Uxenevilla con sus aldeas. Nuestra villa y castillo de La Población con sus aldeas. Nuestra villa y castillo de Sant Pedro y de Cabredo con sus aldeas y todas nuestras villa y lugares que habemos en la Val de Campezo. Y así bien nuestros castillos de Marañón, Toro, Ferrera y Buradón». A estas plazas hay que añadir las villas de Corella, Cintruénigo, Peralta y Cadreita con sus castillos.
En 1427 la administración de Navarra envió comisarios a la región de la Sonsierra de Navarra y se elaboró un censo de las villas y sus aldeas. Los vecinos de Viana declararon que vivían «de la labranza, de pan y vino, y que un año con otro cogen pan y vino para su provisión, y aun sobrando no lo pueden vender por la prohibición de sacar vino a Castilla, y que lo pasan muy estrechamente con los afrentos que tienen con los de Logroño». Las aldeas de Goraño, Tidón, Longar, Perizuelas y Piedrafita se encuentran despobladas, con un total de 28 casas deshabitadas. Las aldeas habitadas son Aras con 5 casas habitadas y 30 vacías. Bargota con 16 habitadas y otras tantas sin moradores. Cuevas con 3 habitadas y 10 vacías. Lazagurría con 4 habitadas, no cita deshabitadas. Y la villa de Viana con 178 casas ocupadas y 171 abandonadas. En total suman 206 fuegos. Como referencia de la zona, San Vicente tiene 253 habitadas, y Laguardia y sus aldeas 527. Labraza y sus barrios solo cuenta con 28 fuegos. Es de suponer que la peste negra y las guerras con Castilla pudo acabar con la mitad de sus moradores, pues la proporción de viviendas vacías era muy alta.
Durante el siglo XV, a consecuencia de la guerra civil de Navarra, en 1451 cuando volvió a caer en manos castellanas hasta 1466 que nuevamente fue recuperada para Navarra por el conde de Lerín. Fue entonces cuando recibió el título de Muy Noble y Muy Leal de manos de la infanta Leonor de Navarra Trastamara. También esta infanta autorizó en 1467 celebrar mercado debido a la mala situación económica que había provocado la guerra.
En 1460, Enrique IV de Castilla ocupó la villa de Viana, que tras nueve meses de luchas fue recuperada por Juan II. En 1461 primero y luego en 1463 el castellano ocupó las tierras occidentales del principado de Viana y Los Arcos (que incluía a su partido: Sansol, Torres del Río, El Busto y Armañanzas). Esta última fue una plaza castellana hasta 1753, mientras que las plazas de la comarca de Laguardia (Laguardia, Ábalos, Bernedo y San Vicente) fueron definitivamente perdidas para Navarra. En la paz firmada en Corella entre Enrique IV y Juan II en 1464, este cedió a los castellanos las villas de Los Arcos y San Vicente.

### Edad Moderna
Guerra civil de Navarra

Mapa de la guerra civil de Navarra en el que se puede ver en verde lo que ocupó el Principado de Viana

En Viana fue enterrado César Borgia, tras morir a manos de los hombres del conde de Lerín el 11 de marzo de 1507, en un descampado de Viana, víctima de una emboscada. Fue obispo de Pamplona y capitán general del ejército de Navarra. Cuñado del rey de Navarra Juan de Labrit, Borgia había acudido a recuperar Viana para Navarra. La ciudad fortificada era muy atractiva para las tropas de Castilla, que apoyaban al levantisco conde de Lerín. Pero por ser cabeza del Principado, Navarra no podía prescindir de éste importante castillo de la muga con el Ebro.
En el flanco oriental, el rey de Navarra contaba con un imponente castillo-palacio que reforzaba las defensas de Viana en esa esquina, pero que también se defendía hacia el interior de la ciudad. Estaba defendido por las tropas del conde de Lerín al mando de uno de sus hijos.
Borgia, militar experto en las guerras de Italia, donde se usaban las estrategias más modernas, consiguió conquistar la ciudad; sin embargo, no pudo ocupar el castillo, que seguía en manos de las tropas del conde de Lerín. Se procedió a sitiar la fortaleza e intentar rendirlos por hambre. Un despiste de las tropas de César en una noche tormentosa permitió que los sitiados consiguieran introducir víveres. Esto provocó la cólera de Borgia y contribuyó a que en una precipitada persecución tras los que socorrieron a los sitiados, el hijo del papa se adelantó a su escolta y fue emboscado en la Barranca Salada, en la muga con la vecina localidad de Mendavia, donde fue lanceado por tres soldados beaumonteses, siendo despojado de sus ropas.
El rey navarro ordenó que los restos de Borgia fueran enterrados en un suntuoso sepulcro en la capilla mayor de la iglesia de Santa María.
Conquista castellana
Los castellanos en 1512 con la escusa de la bula papal Pastor Ille Caelestis, y apoyando al lado beaumontés, invadieron Navarra conquistando y rindiendo Pamplona un 25 de julio. Viana se rindió el 15 de agosto de 1512, conservándose su castillo por ser de propiedad beaumontesa.

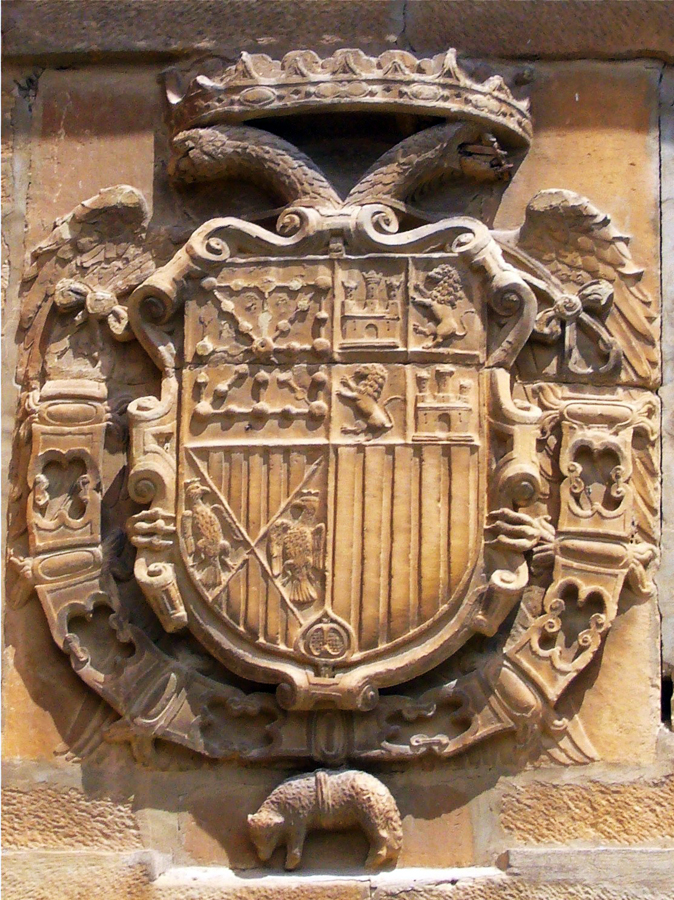
Escudo de Carlos I en la muralla de Viana, con las armas españolas de la Monarquía y las de Navarra en lugar preferente

A partir de entonces, los puestos más importantes de la administración de la iglesia y del reino fueron encomendados a castellanos y vascongados. Fue en los siglos XVI y XVII cuando familias nobles procedentes de Burgos, Vizcaya y Guipúzcoa se asentaron en la ciudad. Los huesos de Borgia, que descansaban en un suntuoso sepulcro dentro de la iglesia de Santa María, se trasladaron a la calle Mayor probablemente por orden de un obispo de Calahorra pariente del que también fue obispo en Calahorra, don Pedro Aranda, que vivió enemistado con Alejandro VI, para que fueran pisoteados por las bestias, en fecha estimada entre 1523 y 1549.
Tras la conquista, fue incorporada al reino de Castilla. De forma muy efímera fue recuperada por André de Foix, señor de Lesparre para Navarra durante diecisiete días hasta el 11 de junio de 1521, durante el asedio que las tropas franconavarras realizaron sobre Logroño tras recuperar todo el territorio para el rey navarro. Tras el contraataque castellano, Viana volvió a quedar bajo el control de Logroño en el que permaneció hasta 1523. Fue Carlos I (IV de Navarra) quien accedió a devolverla a Navarra en vista de las continuas reclamaciones que se le hicieron.
En 1570 Viana compra a la Corona las murallas, ampliándose por el bario de Abajo y creando la plaza del Coso para festejos taurinos. También se compran casas en la plaza mayor (hoy plaza de los Fueros) para derribarlas y ampliar el espacio. Las cuatro puertas que cerraban el recinto amurallado se rehacen más afuera, y la del este llamada puerta de Estella es cegada para abrir una nueva en la calle Algarrada. Estas se decoran con amplios escudos de Carlos V y de Viana.
El 15 de noviembre de 1592 el rey Felipe II de Castilla hace noche en Viana, procedente de Logroño y destino Los Arcos. El cronista Enrique Cock cita «A la entrada tiene una hermosa iglesia y un portal de linda fábrica, muy diferente que en Castilla, que allí no son tan curiosos» y también destaca «la comarca es de mucho pan y de grande abundancia de vino bueno y barato, que puede la bodega de Viana proveer a todo el reyno de Navarra en tiempo de necesidad». El último año del siglo XVI la peste llegó a Viana. La ciudad cerraba sus puertas al anochecer y los apestados se atendían fuera de las murallas en ermitas improvisadas como hospitales. Felipe VI de Navarra (Felipe IV de Castilla) otorgó el título de ciudad el 14 de mayo de 1630 a cambio de 14 000 ducados de plata, a la vez que el ayuntamiento compraba a la corona el castillo y el Soto Galindo (un bosque a orillas del Ebro). En esa época se rellenan los fosos y se amplia la ciudad. Más tarde se crea una quinta puerta al oeste en la calle de San Miguel. A partir de esa fecha la ciudad tuvo derecho a asiento en las Cortes.

### Edad Contemporánea
En 1818 nació el escritor y político Francisco Navarro Villoslada. De pensamiento carlista vivió en Viana, Vitoria y Madrid, acabando sus días en su Viana natal el 29 de agosto de 1895.
Segregación de las poblaciones anexas
Hasta finales del siglo XVIII la ciudad de Viana incluía los barrios de Bargota, Aras y Lazagurría. En 1782 se segregó Lazagurría, en 1817 Bargota, y lo mismo hizo Aras en 1853 tras finalizar la primera guerra carlista.
Primera guerra carlista (1833-1840)

El coronel Ladrón, que se encontraba huyendo, llegó a Logroño y en las cercanías de Viana compuso un ejército con gentes de La Rioja, Álava y Navarra. Estas fueron dispersadas por el general isabelino Lorenzo, que capturó a Ladrón de Cegama en Los Arcos. Los dos ejércitos se encontraban en el entorno vianés: los carlistas en Estella y los isabelinos en las cercanías de Logroño; desde sus posiciones unos y otros emprendían el ataque hacia el enemigo. 

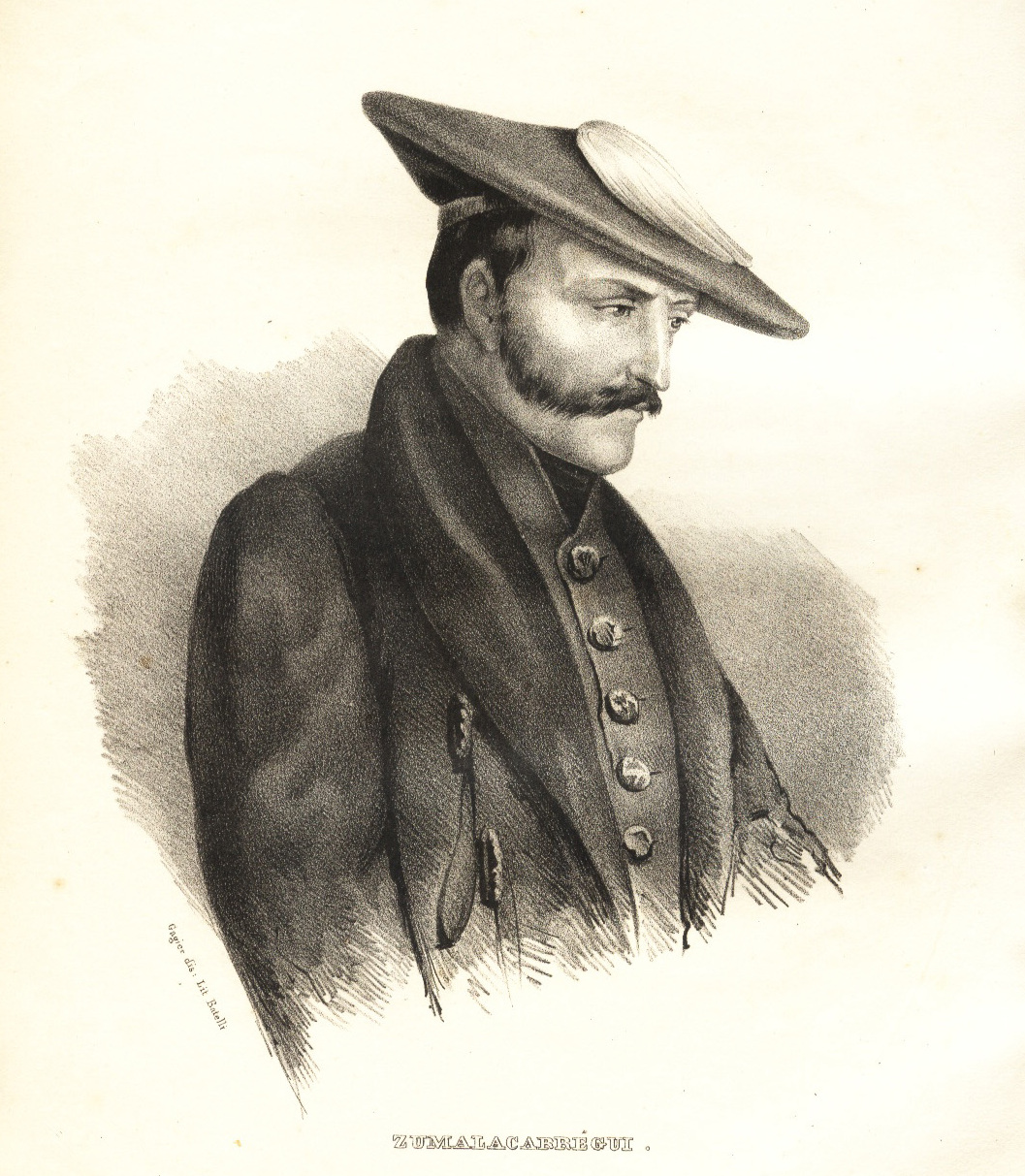
Tomás de Zumalacárregui

Zumalacárregui creó un pequeño cuerpo de caballería, el cual recibió su bautizo de fuego el 4 de septiembre de 1834 en la batalla de Viana. Con el afán de apresar al líder carlista, El liberal Carondelet se encontraba en Viana al frente de 300 jinetes de la Guardia Real, además de 600 soldados de a pie. La infantería carlista atacó la ciudad, mientras que 240 lanceros de Navarra con el propio Zumalacárregui a la cabeza, efectuaron dos violentas cargas en el camino a Mendavia, que pusieron en fuga a un grupo de élite de la caballería liberal, el cual huyó buscando refugio en Logroño, con 200 bajas. Los restos de este enfrentamiento todavía pueden apreciarse en las marcas de los disparos visibles en los muros de la casa junto al portal de San Juan.
En 1835 el general liberal Córdoba fija su cuartel en Viana, la llamada Partida contra Aduanera que estaba capitaneada por Zurbano, quien hostigó los campos de La Rioja Alavesa donde formaban los ejércitos carlistas, finalmente Zurbano y Batallón de Álava pasan a filas de Espartero y son enviados a otro lugar. En 1837 Espartero fortificó Logroño e inició la conquista de Viana, Rioja Alavesa y Treviño para llegar a Navarra y Guipúzcoa donde firmó el Abrazo de Vergara.
Auge económico de la región por la crisis de la filoxera
En la segunda mitad del siglo XIX se produjo un gran auge de la producción de vino, hecho que cobró un especial impulso en los años posteriores a la destrucción de los viñedos franceses, provocada por la filoxera en las décadas de 1870 y 1880. Fue en este periodo cuando se exportaron a Francia grandes cantidades de caldos. Antes de la llegada de la filoxera a La Rioja, el año 1891 en Viana existían 614 hectáreas dedicadas al cultivo de la vid, y otras 665 hectáreas mixtas de viña y olivar.
Tercera guerra carlista (1872)

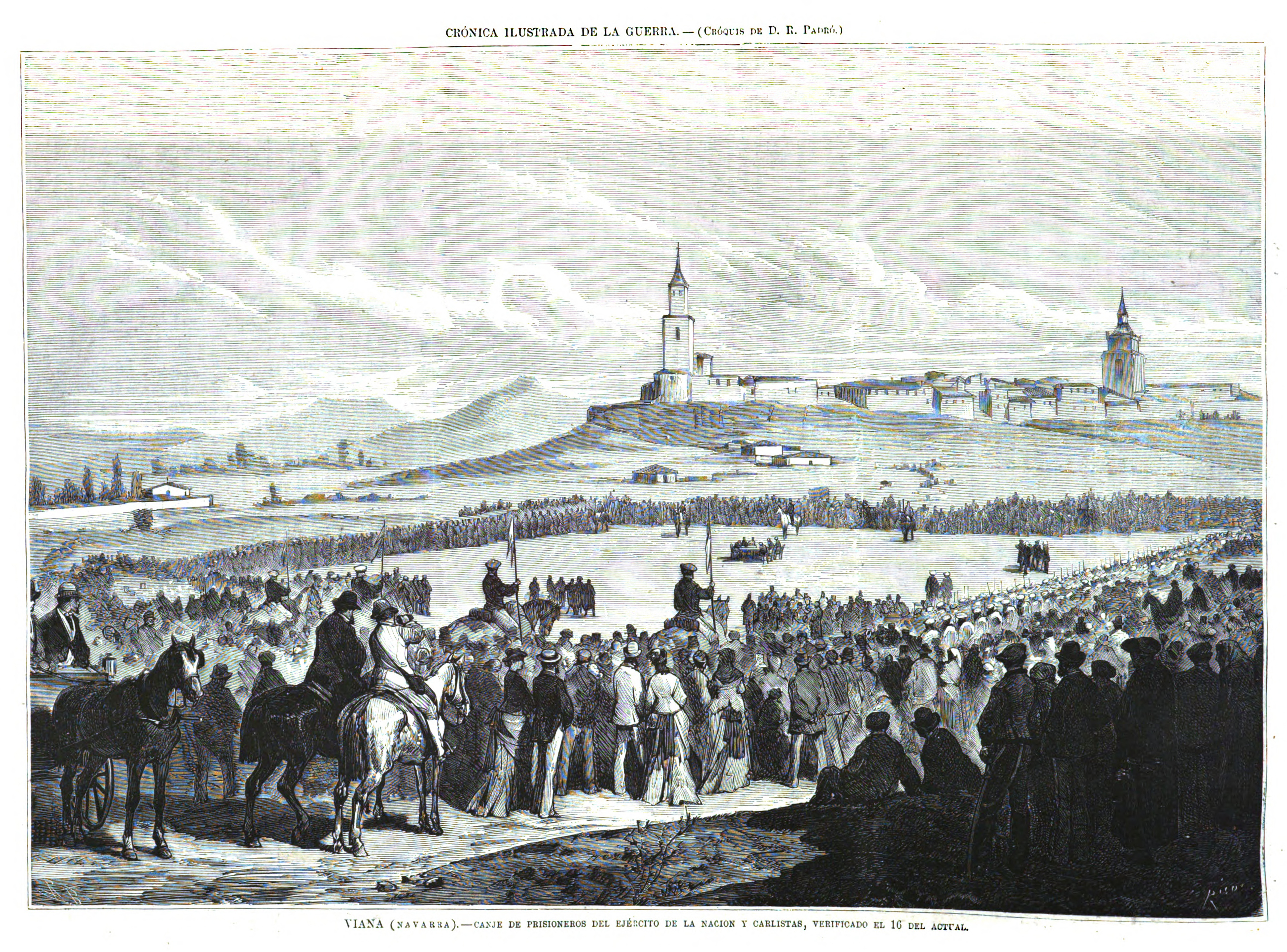
Intercambio de prisioneros el 16 de junio de 1875 en Viana durante la tercera guerra carlista

En 1872 el pretendiente carlista, Carlos María de Borbón y Austria-Este, entra por Vera de Bidasoa, toma Estella y en Montejurra los carlistas vencen a los liberales. En Viana se produjo el intercambio de prisioneros, en la explanada de la alberguería, a los pies de la ciudad. El evento fue organizado por el político Luis de Trelles, precursor del Derecho Humanitario. El 30 de junio de 2007 se inauguró un monumento que recuerda con una placa este hecho.
Las consecuencias de las guerras carlistas en Viana fueron que se destrozaron las iglesias, principalmente la de San Pedro; se perdieron las vidrieras de ambos templos, ya que se utilizaron como cuarteles y puntos defensivos por ambos bandos; y la población sufrió los saqueos de ambos ejércitos cada vez que la ciudad era tomada por uno u otro bando, quedando las arcas municipales muy mermadas.
Segunda República
En junio de 1932 un telegrafista y militante del PSOE fue atacado por una cuadrilla de jóvenes carlistas. El militante socialista llegó a sacar una pistola, pero lo agarraron por detrás y le asestaron varias cuchilladas, falleciendo siete días después. Fue la única víctima de la situación de violencia previa a la guerra civil en Navarra
Guerra civil española
Viana tenía alcalde carlista, y la mayoría de la población mantenía simpatía con ese movimiento. El 19 de julio de 1936 los carlistas se posicionaron en Navarra del lado de las tropas insurgentes del general Mola. En la ciudad no hubo combates y tampoco hay datos de que existieran fusilamientos, aunque algunos vecinos de ideología socialista fueron detenidos y llevados a las cárceles de Estella y Pamplona. Está documentado que un cadáver sin identificar fue encontrado en Cornava a los pocos días de la sublevación. Se le apodó «El Ruso», y se supuso que era un espía porque aparentemente no entendía el idioma castellano. Entre el 9 de noviembre del 36, y abril del 37 otros doce vecinos de Calahorra, Zarratón y Cenicero fueron asesinados en la carretera de Viana a Logroño (Puente de las Cañas). Otros documentos elevan la cifra de los ejecutados en Las Cañas hasta 83 personas. Una división de ametralladoras italiana mantuvo cuartel en Viana durante el verano y otoño de 1937. El monumento a los caídos que se ubicó junto a la iglesia de Santa María mayoritariamente contenía nombres italianos. Fue desmontado en los años 80.
La guerra dejó pobreza y emigración, principalmente a las grandes capitales como Bilbao y Zaragoza, y también Barcelona. A mediados de los 60, el programa de promoción industrial de Navarra creó polígono en Viana y se instalaron varias fábricas. Las más importantes; una galletera que se trasladó desde Logroño y otra de muebles que vino de Torrecilla en Cameros trasladando en poco tiempo casi quinientos vecinos desde la localidad camerana a Viana.

## Patrimonio
Entre sus monumentos destacan, principalmente, las iglesias medievales de Santa María y restos de la de San Pedro, junto a las construcciones del siglo XVII, el convento de San Francisco, el ayuntamiento o los palacios de los Urra, y de los Cereceda, la casa de cultura es un antiguo hospital de peregrinos del siglo XV.

### Religioso

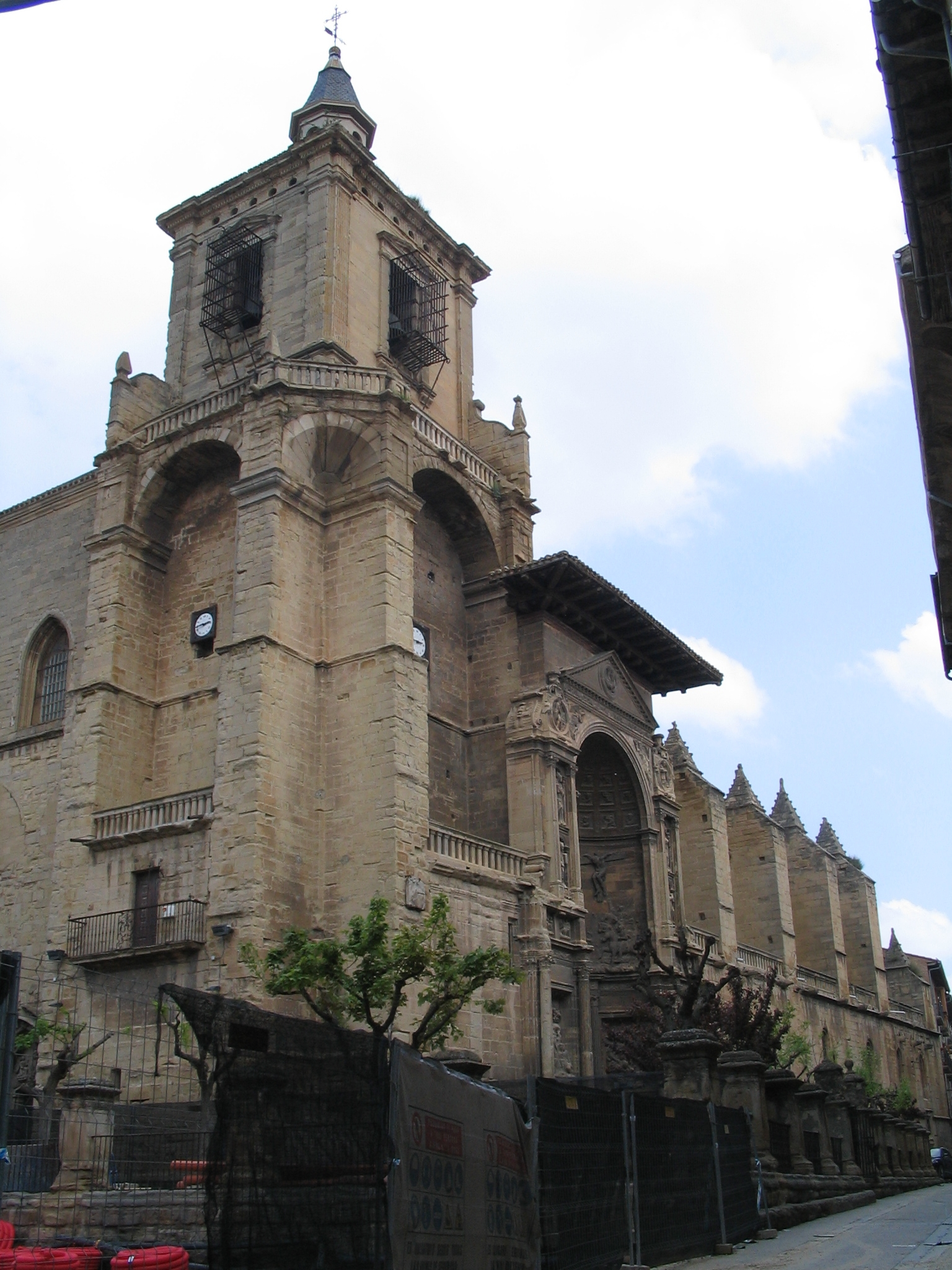
Iglesia de Santa María
Es un importante edificio construido entre los siglos XIII y XIV. La buena situación económica de la villa se tradujo en las continuas reformas que se realizaron en el templo, así como en el encargo de numerosos objetos artísticos, aún atesorados en su interior.
Se trata de una iglesia gótica de tres naves de cuatro tramos, con capillas entre contrafuertes, triforio y cabecera poligonal, cubierta por bóvedas de crucería. A los pies se encuentra una portada del siglo XIV, de tres arquivoltas, presidida por la Virgen con el niño, que son adorados por dos ángeles.
Se debe reseñar su importante retablo mayor, diseñado en la segunda mitad del siglo XVII por Pedro Margotedo, y en el que se representan escenas marianas acompañadas por los apóstoles.
La capilla de San Juan del Ramo fue decorada en 1787 por Luis Paret. Esta es la mayor empresa pictórica que Paret ejecutó, la decoración al temple de la cúpula y pechinas de la capilla, con escenas de la vida de San Juan Bautista, así como los cuadros de El Anuncio del Ángel a Zacarías (1786) y La Visitación (1787). En todas esas pinturas, que conforman el último gran conjunto decorativo del rococó pictórico español, Paret alcanzará la cima de su arte.
En el exterior, bajo la portada oeste, está enterrado César Borgia. Fue declarada Monumento Histórico Artístico en el año 1931.
Convento de San Francisco

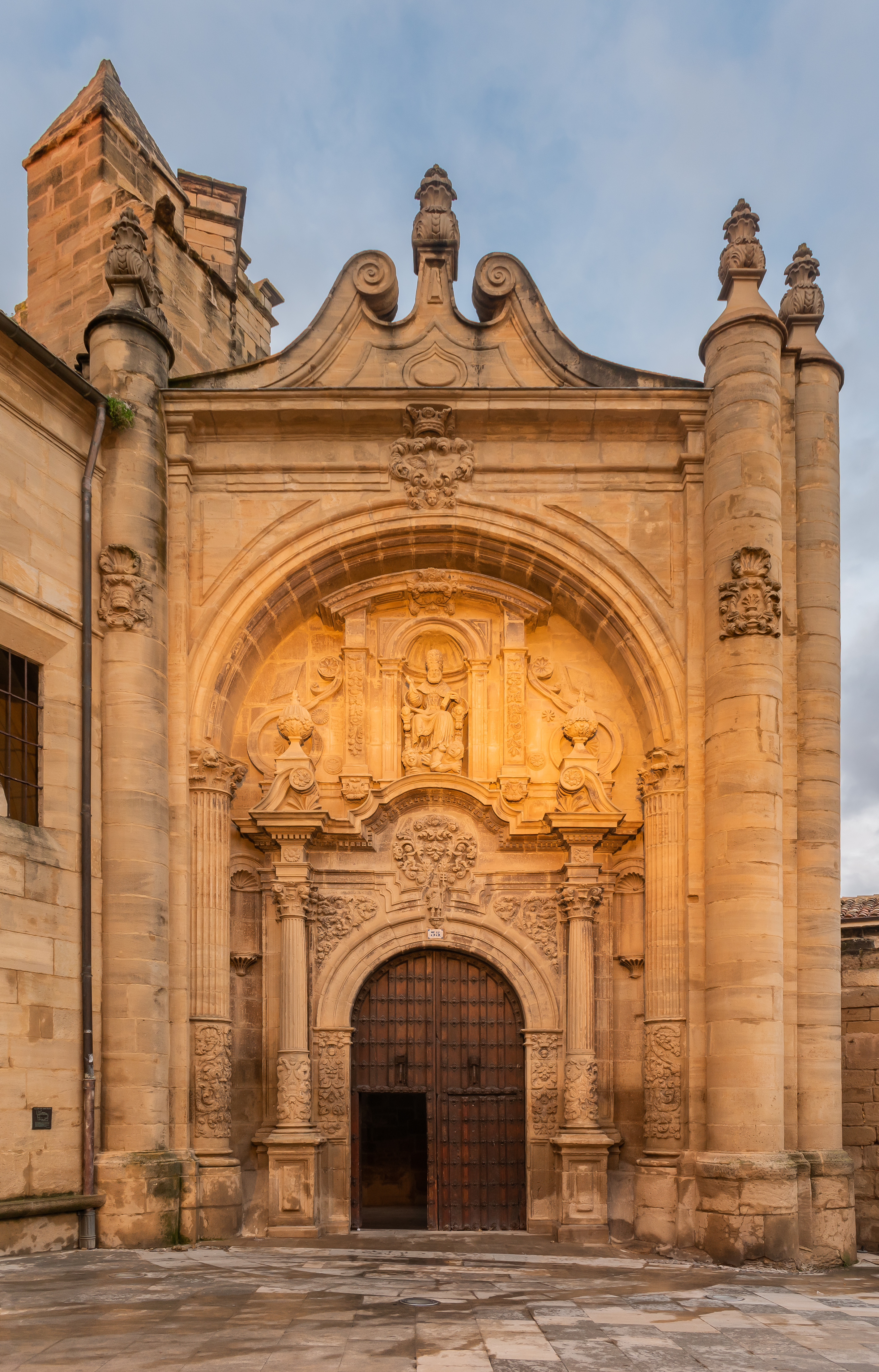
Iglesia de San Pedro

Edificado en el tercer cuarto del siglo XVII fue convento franciscano, hasta la desamortización de Mendizábal en la que pasó a propiedad municipal. Posteriormente en 1858 lo ocupan las Hijas de la Caridad de San Vicente de Paúl, creando escuela para niñas y hospital. En la década de 1980 se convirtió en moderna residencia de ancianos. La iglesia se intentó convertirla en auditorio por parte del ayuntamiento, pero debido a la singularidad de las pinturas barrocas de su capilla central y laterales, únicas en la Comunidad foral, en trampantojo, la institución Príncipe de Viana denegó la propuesta. Son telas pegadas a las paredes, de los siglos XVII y XVIII en este caso que imitan a la arquitectura barroca. Fueron pintadas en Zaragoza y se trajeron después aquí. No hay nada parecido en la comunidad Foral.
Ruinas de San Pedro
Templo gótico cisterciense del siglo XIII, de tres naves, con un interesante ábside semejante al de San Saturnino de Pamplona. La portada es del siglo XVIII.
La iglesia fue ocupada por las tropas liberales durante la primera guerra carlista y quedó tan maltratada que se hundió casi completamente en 1844. Actualmente (2010) se han consolidado las ruinas y acondicionado el parque, antiguo cementerio, para que sean visitados. El 1 de febrero de 2009 se inauguró una parte de la rehabilitación de las ruinas, con la reconstrucción de las bodegas y una sala anexa a la iglesia, así como la limpieza de piedra y consolidación de toda la edificación. Durante el año 2010 se han sacado a la luz unos frescos ocultos por capas de pintura que decoran la nave lateral que sigue en pie, de estilo gótico y neoclásico.
Otros monumentos religiosos
- Ermita de La Virgen de las Cuevas: ya citada en las guías de peregrinos del siglo XII, el edificio actual fue reconstruido completamente en el siglo XVIII. La talla de la virgen que preside la ermita data del siglo XIV, actualmente se guarda en la parroquia de Santa María de la Asunción, y en la ermita permanece una réplica en escayola. Tanto el tejado como la sala anexa a la nave principal fueron rehabilitados e inaugurados en la primavera del año 2004.

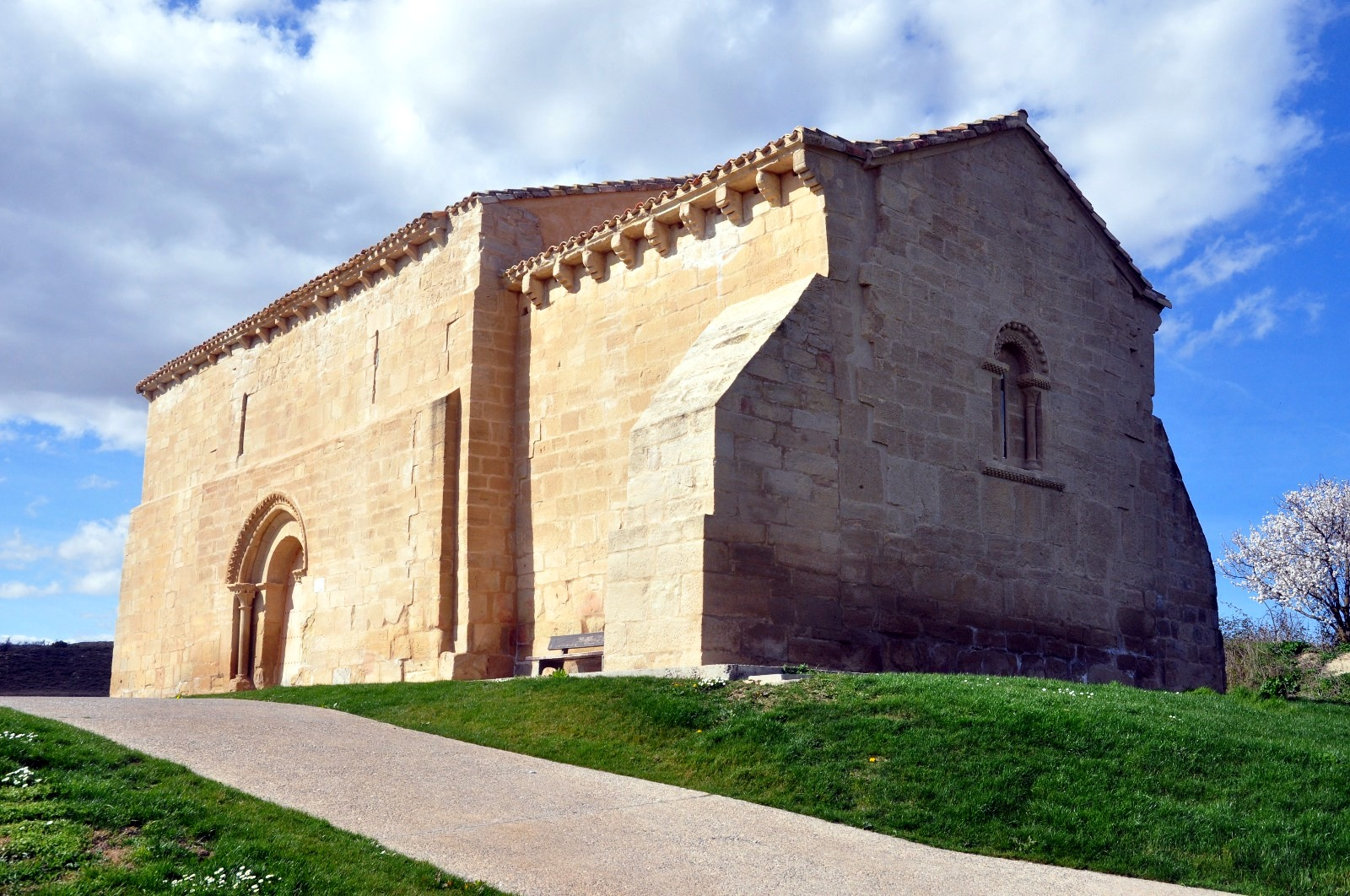
Ermita de San Martín tras su rehabilitación

- Ermita de San Martín: románica, del siglo XII, puede ser datada en el año 1134. Únicamente se encontraban en pie sus paredes, pero en mayo de 2009 comenzaron obras para su rehabilitación, finalizando en la primavera de 2010 con la consolidación completa de la edificación existente, y la construcción de una nueva cubierta. El mismo año se creó la cofradía de San Martín, con unos 200 miembros, que recuperaron la procesión hasta la ermita el día 11 de noviembre. También se hace una romería al lugar el segundo sábado de junio.[68]

### Civil
- Ayuntamiento: Edificio soportado del siglo XVII, situado en la plaza de los Fueros. Su fachada, decorada con el escudo de armas de la monarquía española, presenta portada de estilo barroco. Fue adjudicada a los maestros de obras Domingo y Juan Descobaza, vecinos de Calahorra, en 4000 escudos de plata. Seguramente se terminó en 1688, tal como se lee en el escudo frontispicio. La fachada renacentista se apoya sobre una galería con siete arcos de medio punto y la flanquean dos torres.
- Balcón de Toros: Edificio soportado del siglo XVII, situado en la plaza del Coso. Diseñado por Juan de Raón, tiene una fachada de dos alturas, construida en piedra de sillería, con nueve arcos de medio punto en la parte baja, y otras nueve ventanas simétricas en la parte superior. También tiene dos torres en sus extremos construidas en ladrillo. En el año 1683 fue trasladada a su actual emplazamiento, ya que inicialmente se instaló en la plaza de los Fueros como ayuntamiento, pero por problemas de cimentación se desmontó y se construyó en su lugar el actual edificio consistorial. En el año 2009 se reconstruyó por completo, añadiéndole dos viviendas contiguas y ampliando su superficie. Actualmente, además de su función primitiva de balcón de toros para las autoridades, se utiliza como sede del servicio social de base.[69]

- Casa de Cultura: Antiguo hospital de peregrinos Nuestra Señora de Gracia a cuya planta baja, de estilo gótico, se añadió una segunda de ladrillo en época barroca. Pasó a ser sede de la cofradía La Soledad como lugar donde se guardaron los pasos procesionales de Semana Santa, y celebración de la Cena de las habas. Tras su reforma en los años 80, comenzó a utilizarse como Casa de Cultura y biblioteca pública en su primer piso. Actualmente es sala de exposiciones y auditorio. la escuela municipal de música tiene su sede en este edificio.
- Casco Viejo: fue declarado conjunto histórico-artístico en 1992,[70] también la parroquia de Santa María de la Asunción es monumento histórico-artístico desde 1931 y patrimonio de Navarra. Destacan las numerosas casas señoriales con sus escudos en la fachada. Son de reseñar las bodegas que la mayoría de las casas tienen en el subsuelo, construidas en bóveda de cañón con piedras de sillería. No son visitables pero varios de los restaurantes locales tienen alguno de sus comedores instalados en la antigua bodega. Actualmente los vecinos las utilizan para guardar sus botellas o como merendero, y no son pocos los que todavía hacen vino para consumo propio.
- Hipogeo de Longar.[71] Es una tumba megalítica fechada entre el 2850 y el 2500 A. C. Se encuentra en el alto de los Bojes, que es la zona más alta del término municipal de Viana. Cota 750 m de altitud, en los límites con Labraza, Aras y Aguilar de Codés, sobre el  cruce de barrancos que se abre hacia el sur en dirección al valle del Ebro. Fue descubierto en los años 80, y en su excavación arqueológica en los años 90[72] salió a la luz que está en parte excavado en la tierra, y tiene la cubierta superior apoyada en un muro de lajas pequeñas en forma de herradura. En él se enterraron durante más de un siglo alrededor de cien personas de todas las edades. En su entorno quedan todavía varias piedras grandes sin fechar ni identificar. Una de ellas parece un enorme lagar de piedra que pudo ser utilizado para pisar la uva en el campo, y otra es un posible menhir.[73]

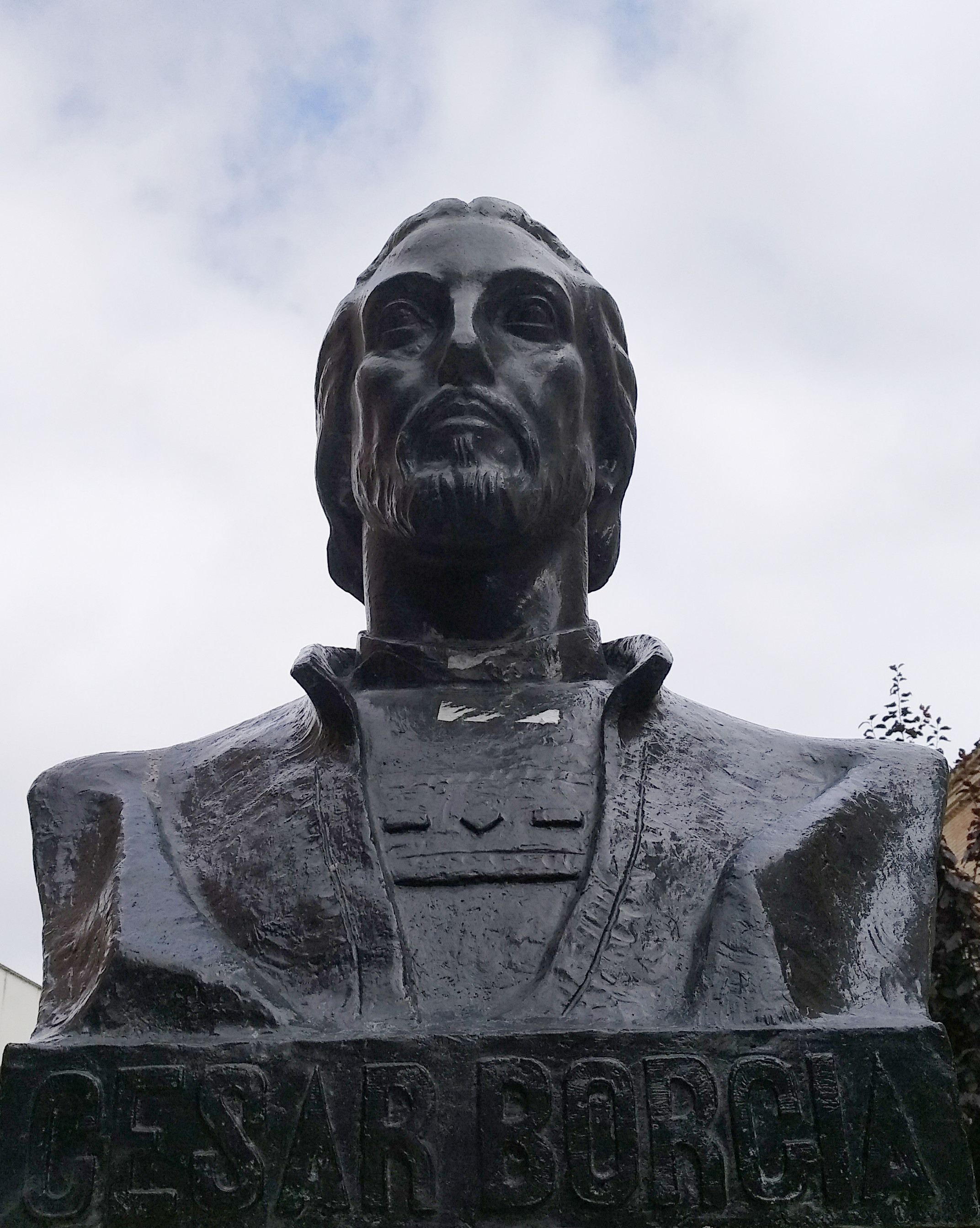
Busto de César Borgia

- Busto de César Borgia: En los archivos de Navarra, ya consta un boceto de un monolito a César Borgia proyectado para el año 1933 por el arquitecto provincial Manuel Ruiz de la Torre.Busto de César Borgia Años más tarde se instaló en el centro de la plaza Oroz, delante del convento de San Francisco el busto en bronce que Fructuoso Orduna, en 1965 hizo del capitán general de las Armas Navarras tal y como reza en la peana del mismo.
- Portales y lienzos de Muralla medieval: La zona de la barbacana de San Pedro, debajo de las ruinas de la iglesia del mismo nombre, es la parte de la muralla original que se conserva. En el siglo XVII se compraron las murallas al rey y se amplió la ciudad, creando nuevos portales de estilo renacentista que sustituyen a los góticos originales. En cada uno de ellos se instaló una hornacina donde se venera a un santo, de los cuales viene el nombre con el que actualmente se les conoce: San Juan (antes Santa María), La Trinidad (antes puerta de Estella o Trampón), La Concepción (antes la solana), San Felices (o de la fundación, lugar donde se colocó la primera piedra de la villa) y San Miguel (este fue abierto en época barroca y no sustituye a ninguno anterior).
- 1507, escultura de Carlos Ciriza: En diciembre de 2008, se instala la escultura monumental 1507, obra que preside la nueva rotonda a la entrada de la ciudad. La escultura es parte de un proyecto de Corredor Escultórico Internacional en el que el autor conjuga una serie de cifras relacionadas con fechas significativas del lugar donde van a ser instaladas. La obra en esta ocasión está relacionada con la fecha del fallecimiento en Viana de César Borgia, destacado personaje del Renacimiento Europeo.
- Cruz de la solana o cruz del frontón: Actualmente se denomina así a la Cruz de la Peste que está situada en la curva del frontón viejo, bajo lo que fue el castillo. Hay referencias en los archivos desde 1645, cuando el obispo de Calahorra visitó Viana y ordenó instalarla porque en ese lugar se habían enterrado muchas personas durante la peste de 1599.
- Tótem indicador del Castillo de Viana: El 13 de septiembre de 2019, se instaló un tótem explicativo del castillo de Viana, en la que popularmente se llama Cuesta del Estudio que probablemente era puerta de acceso al mismo. Allí queda una representación en bronce de como se considera fue el castillo de Viana en los momentos de esplendor. El castillo fue demolido en diferentes fases para reutilizar sus materiales en otras construcciones. Tras la conquista castellana de Navarra este quedó indemne al ser propiedad del conde de Lerín, afín a los castellanos. Las manzana de viviendas al fondo de la calle Abajo de Sta. María, limitada por la plaza del Coso (antes plaza del castillo), paseo Príncipe de Viana, Cuestilla y plaza del Cosillo es la zona que ocupaba dicho castillo. En los cimientos de las viviendas e interiores aún quedan restos de los muros y aljibe que lo formaban.
- Hito del Fuero del Águila: Junto al portal de San Felices, a principios del siglo XXI se construyó un hito recordando el Fuero de Viana y su fundación, e indicando que allí es el lugar que se indica en dicho escrito que: «qui quiere que quiera jurar o demandar a su vecino si quiere a otro straño, no iure en otro logar si no en Sant Felices de la puerta».

## Cultura

### Eventos culturales
La ciudad cuenta con numerosas actividades culturales repartidas por todo el calendario hacen de esta ciudad un lugar con una importante actividad turística y cultural. Ferias de Artesanía, visitas teatralizadas, Semanas gastronómicas, charlas y exposiciones y numerosos actos culturales.

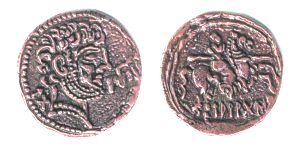
Anverso y reverso de una réplica de la moneda íbera con la inscripción Uarakos

- Día de la fundación de Viana, popularmente llamado Día de San Felices: se celebra el día 1 de febrero, manteniendo la tradición descrita en el libro Ramillete de N. Sra. de Codés, por Juan de Amíax, a principios del siglo XVII: con sonido de tambores, los Regidores de Viana hacen juntar todos los niños de la ciudad dentro de una iglesia. Después salen estos muchachos de uno en uno por sola una puerta; y los concejales y autoridades invitadas dan a cada niño una moneda, diciéndole que aquel dinero se les da para que se acuerden que tal día como aquel se puso la primera piedra en Viana.[74] Los primeros datos históricos datan de 1551, una factura en el libro de cuentas del archivo municipal de Viana, en la que se indica que se dio de limosna el día de santa Brígida, a los pobres y niños la cantidad de seiscientos maravedís. Al quedar anotado «según costumbre», se deduce que ya venía celebrándose con anterioridad.[75] Su celebración permanecía olvidada hasta 1922 en que el secretario del ayuntamiento Vicenciano Sanz descubrió documentación en el archivo municipal y animó a la corporación a su recuperación. Esta fue efímera, solo tres años, y tras acabar la guerra en 1940 quedó recuperada hasta nuestros días. Esta fiesta es llamada en Viana como día de San Felices,[76] por estar dedicado a este santo el portal de la muralla donde la tradición dice que se puso la primera piedra de la ciudad en 1219. Probablemente el origen de dicha celebración tenga relación sincrética con la tradición celta Imbolc, que fue cristianizada colocando el patronazgo de la fecha bajo Santa Brígida.[77] La víspera al anochecer, se reparte en el citado portal vino y aceitunas, y se ameniza la velada con música y toro de fuego. En el año 2009 el ayuntamiento acuñó 2000 réplicas de la moneda Uarakos (ver imagen) para sustituir la tradicional moneda de curso legal que en los últimos años es de 1 euro. Actualmente se sigue entregando 1 euro por las autoridades locales e invitadas. Según los archivos municipales, esta entrega se realizaba alternativamente en San Pedro y Santa María de la Asunción, e incluso en los portales del Ayuntamiento. Tras la ruina de San Pedro la celebración en el último siglo quedó ya instaurada en la única parroquia local. Desde el año 1989, se convoca un concurso literario que nació con el nombre Premio Teodosio de Goñi,[78] y que actualmente es llamado Relatos y cuentos Ciudad de Viana en el que se premian los textos, tanto en castellano como en euskera recibidos de todo el estado español.[79] La entrega de premios se celebra coincidiendo con el aniversario de la refundación de la ciudad.
- Feria de Artesanía Ciudad de Viana: desde el año 1988 viene celebrándose el Domingo de Ramos, la tradicional feria de artesanía, en la que se instalan más de 50 puestos de venta de productos artesanos, fabricados en cuero, madera, piedra, forja, vidrio, mimbre, tela, papel, cerámica... y otros de alimentación como quesos, patés, embutidos, conservas, pastel vasco, pastas, chocolate, miel... todos ellos de elaboración artesanal. El programa habitual suele ser el siguiente: Semana previa; Exposición en la casa de Cultura. Viernes; Charla sobre algún aspecto relacionado con las ferias a cargo de alguna persona docta en el tema. sábado; merienda popular y actividades infantiles. Domingo; Inauguración de la feria y entrega del premio Corrales de Erentzun. Animación callejera con música tradicional y baile de danzas vascas, zanpanzar, gaiteros, trikitilaris, txalaparta... etc. Finaliza con una comida popular. En la plaza del coso se degusta txistorra y vino o sidra. La organización corre a cargo de Erentzun fundazioa.

### Fiestas

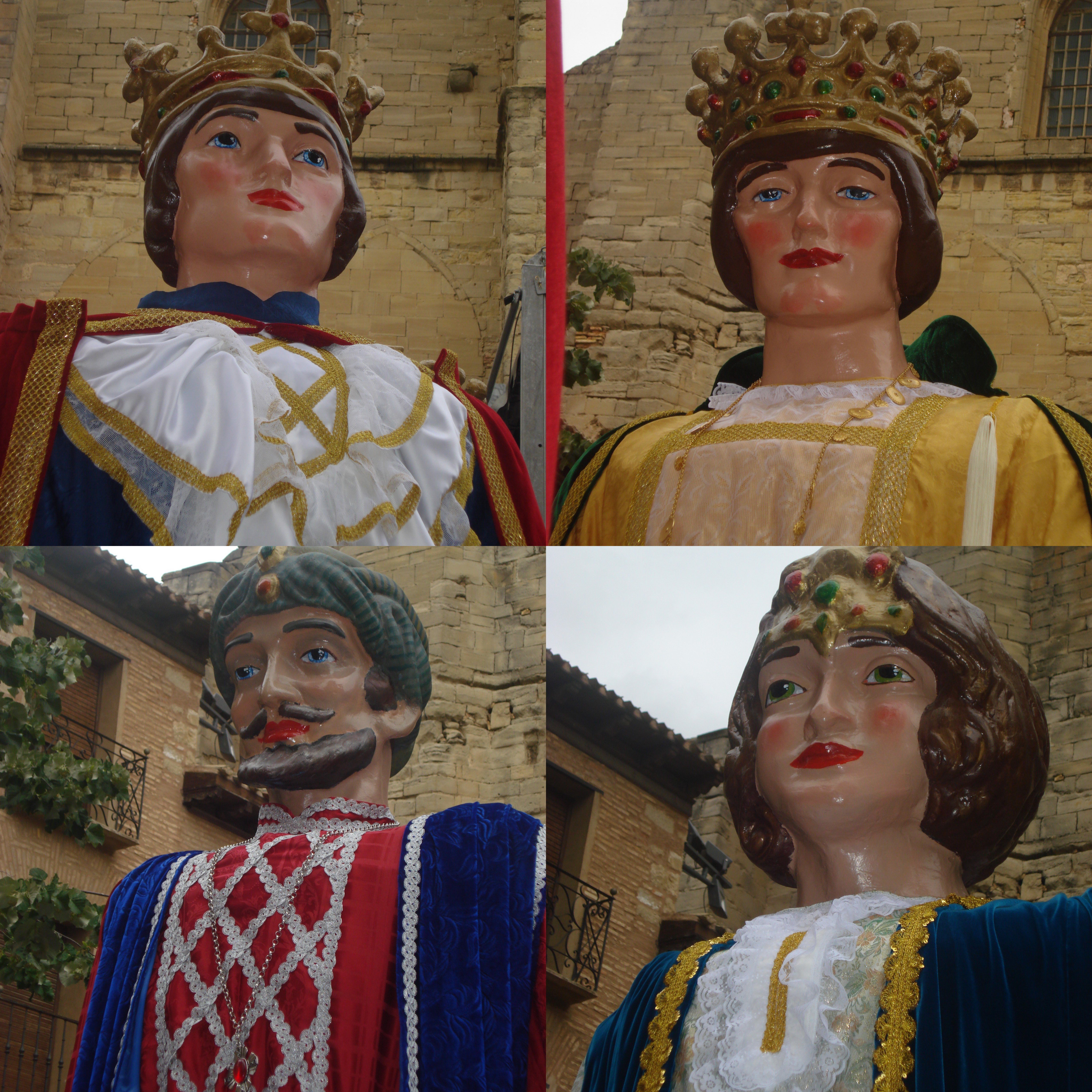
Gigantes antiguos de Viana

- Fiesta de San Felices el 1 de febrero.

Reparto de vino y aceitunas, toro de fuego, tamborrada, reparto de la moneda y entrega de premios de concurso municipal de relatos.
- Fiestas de la Magdalena y Santiago del 21 al 25 de julio.

Pasacalles de gigantes y cabezudos, verbenas, espectáculos infantiles, encierros, capeas, fuegos artificiales, toros de fuego, conciertos, degustaciones.

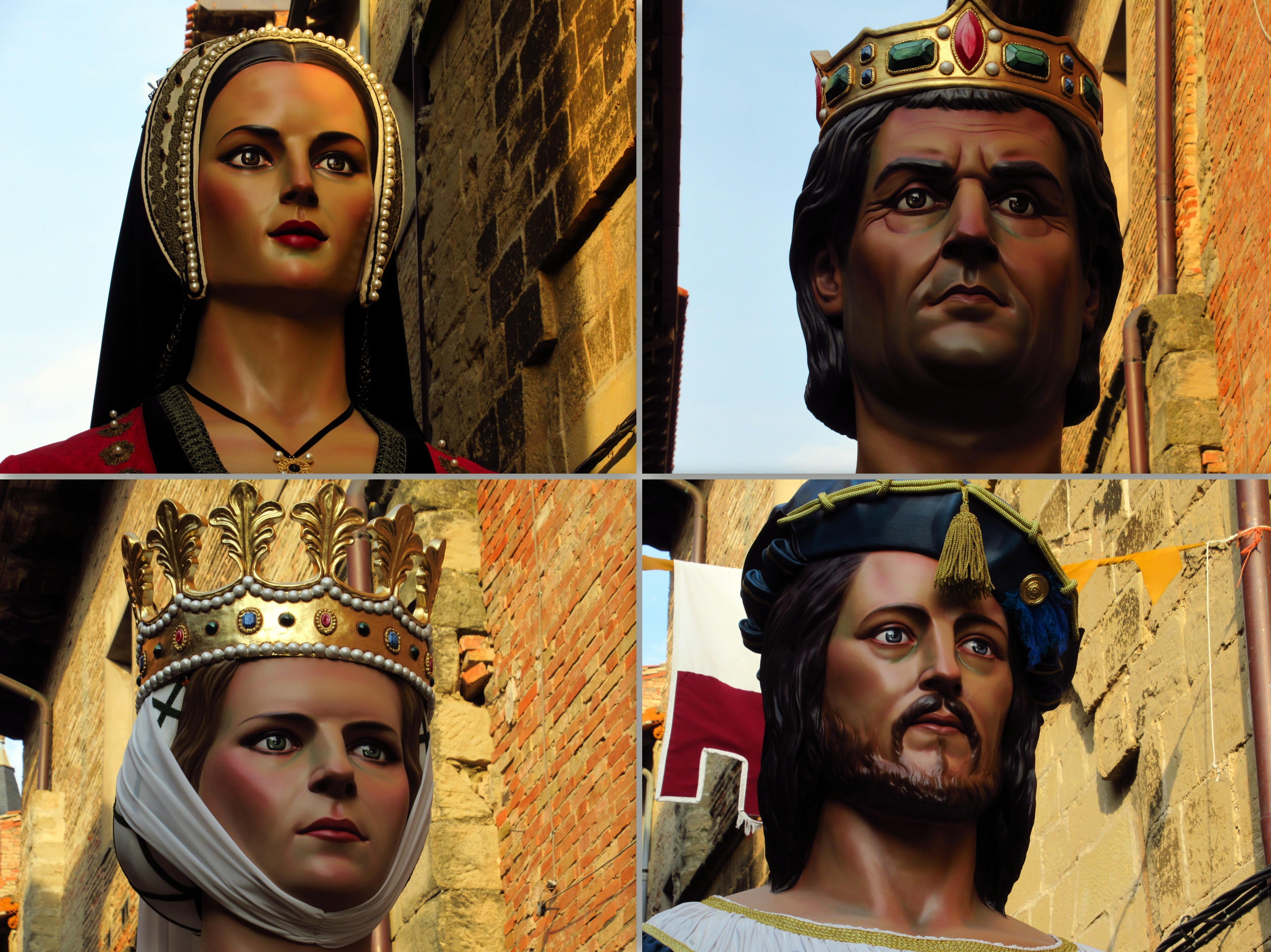
Los nuevos gigantes de Viana

- Fiesta de la Virgen de Nieva del sábado al miércoles que incluya el domingo posterior al 8 de septiembre.

Pasacalles de gigantes y cabezudos, verbenas, espectáculos infantiles, encierros, capeas, fuegos artificiales, toros de fuego, conciertos, degustaciones.

### Otras celebraciones
- Cabalgata de Reyes Magos: Recorrido por los barrios de la localidad con entrega de regalos a los niños en distintos puntos habituales. Tarde del 5 de enero.
- Hogueras de San Antón: Se celebra la noche de día 16 de enero y consiste en una hogueras organizadas por barrios y cuadrillas. Se cena carne, patatas y ajos asados en la brasa.
- Víspera de Santa Águeda: Los niños de la localidad salen a cantar por las calles del casco antiguo. En los últimos años también los adultos salen a la tarde a cantar y algunos bares les ofrecen un aperitivo gratuito o golosinas. Se celebra el 4 de febrero. Tradicionalmente, el sábado más próximo a esta fecha, los quintos (jóvenes nacidos el mismo año, que eran llamados a realizar el servicio militar obligatorio ese año) salían por primera vez acompañados con música realizando una cuestación para celebrar una comida.
- Carnaval infantil: Organizado por cada centro educativo, el viernes de Carnaval.
- Murga de Carnaval: Un grupo de vecinos compone una canción satírica que van cantando por los barrios disfrazados acorde al tema de la misma. Los actos se realizan el Domingo de Carnaval.
- Carnavales de Viana: Celebrados la tarde y noche del primer sábado de Cuaresma, es decir, el siguiente al que marca el calendario cristiano. Los bares se ambientan acorde a un tema de disfraz y la mayoría de los vecinos y visitantes participan disfrazados.
- Cena de la habas: La cofradía organizadora de las procesiones, cena en la casa de Cultura habas, migas, higos y uvas pasas y vino. Se reúnen más de 300 personas, solo varones, desde el siglo XVI. Noche de Jueves Santo.
- Procesión de Viernes Santo: Organizada por la cofradía de La Vera Cruz, recorre el casco antiguo. Día de Viernes Santo al anochecer.
- Día de Cuevas: Romería a la ermita de Cuevas con comida en el campo, el lunes de Pascua de Resurrección.
- Romería a la ermita de San Martín: Procesión desde la parroquia hasta la citada ermita, y seguidamente misa y almuerzo. Se celebra el último sábado de mayo.
- Mugacu Fest: Festival de música, cultura y gastronomía donde se dan cita grupos independientes del panorama más actual. Se celebra en el recinto de las ruinas de San Pedro. Además de la música, se complementa con otras actividades como cine, charlas, degustación de vinos de Rioja de bodegas navarra incluidas en esa denominación y pintxos presentados por los bares y restaurantes locales. Habitualmente el último fin de semana de junio.
- Recogida del pan y el vino en Cuevas: Reparto del pan y el vino y a continuación merienda en los alrededores de la ermita. El 7 de septiembre a la tarde y el 8 a la mañana.
- Certamen de pintura al aire libre: Primer domingo de septiembre.
- Más difícil todavía: Espectáculo de circo callejero. Sábado a principios de septiembre.
- Feria de cerveza: Desde 2018 el último sábado de septiembre se celebra una feria de cervezas artesanas, en el recinto de San Pedro. Degustaciones, catas, concursos, entretenimiento infantil y música en directo.
- Semana Gastronómica: Última semana de octubre.
- Todos los Santos: Salto de calabazas y ronda de petición de golosinas por los niños. Noche del 31 de octubre.
- San Martín: Procesión hasta la ermita y misa. Comida tradicional de caracoles con berza y productos del cerdo. Se celebra el 11 de noviembre.
- Semana Intercultural: Charlas, exposiciones, conciertos y monólogos. A mediados de noviembre.
- Santa Cecilia: Ronda musical amenizada por los músicos locales. 22 de noviembre.
- Mari Domingi: Recogida de cartas para el Olentzero y castañada. Sábado a mediados de diciembre.
- Llegada de Olentzero: Pasacalles, danzas y reparto de regalos a los niños. Día de inicio de las vacaciones de invierno. Suele coincidir con el solsticio de invierno.[80]
- Auroras: Coincidiendo con diversas festividades religiosas, el coro de auroros sale a cantar a las 6 de la mañana.
- Salida de quintos: En tres sábados indeterminados de febrero (Por Santa Águeda), junio (comienzo de vacaciones escolares) y octubre (días después del sorteo y conocer el destino donde harán la mili), los jóvenes que cumplen 18 años salen de ronda acompañados de música y solicitando un donativo para celebrar una comida.

### Idioma

Mapa densidad del euskera en Navarra (2001)

Viana forma parte de la zona no vascófona, según la Ley Foral del Euskera.
En febrero de 2017 el pleno municipal debatió la inclusión a la zona mixta, pero el resultado de la votación (empate) fue decantado hacia la no inclusión por el voto de calidad del alcalde de UPN. Prácticamente el 100 % de la población vianesa es castellanoparlante. Aproximadamente el 10 % entiende euskera. El 2,5 % de la población habla árabe. Casi el 1 % habla rumano. Según los datos del último censo de población de Navarra realizado en 2001, el porcentaje de vascófonos de la localidad era el 5,1 %. El estudio de Miquel Gros presentado en 2007, que agrupa bajo la denominación de Vianaldea, las poblaciones de Viana, Bargota, Aras y Lapoblación, (4076 habitantes en 2001) entre los menores de 15 años a la misma fecha, el porcentaje de vascófonos suponía el 30,8 %. Esto trasladado a fechas actuales significa que casi un tercio de los menores de 35 años de Vianaldea son bilingües castellano y euskera.
Escolarización en euskera
Los datos del curso 2014-15 indican que unos 130 alumnos cursan modelo A en el colegio público, (media de 10 por curso) desde 1.º de infantil a 4.º de ESO. En la Ikastola 125 alumnos de 1.º de infantil hasta 6.º de primaria, en modelo D (media de 14 por curso) En total unos 312 alumnos en modelos A y D. Según el censo poblacional de Viana en 2013, en edad de escolarización obligatoria (entre 3 y 16 años) habitan unos 510 niños lo que supone que más del 60 % cursa euskera en alguna modalidad.

### Nafarroa Oinez
En el año 1992 se celebró organizado por la cooperativa educativa Ikastola Erentzun, la fiesta del euskera en Viana, con una participación que rondó las 80 000 personas, y que por problemas logísticos a causa de la lluvia del día anterior, fueron miles los que tuvieron que darse la vuelta sin llegar a la ciudad. El videoclip de la canción se convirtió en un referente de la fiesta. La recaudación se invirtió en construir un edificio que sustituyera al antiguo gallinero donde se ubicaban las aulas. Esta nueva construcción fue inaugurada en 1995.
En 2007 se repitió la fiesta en Viana, con una participación que superó los 100 000 visitantes de los cuales la mayoría eran de Navarra. El tiempo climatológico acompañó y la fiesta fue un rotundo éxito. La recaudación se invirtió nuevamente en la construcción de un centro de 0-3 años y la adecuación del existente a las normativas actuales. El edificio entró en servicio iniciando el curso 2008-2009.
La edición de 2016 se celebró conjuntamente a cargo de las ikastolas de Viana y Lodosa. Un nuevo recorrido, la presencia de la presidenta de Navarra, así como una elaborada organización, contribuyeron al éxito de esta tercera visita de la fiesta del euskera a Viana

### Música
La banda municipal de música la componen más de 60 músicos vianeses, algunos veteranos y otros alumnos de las escuelas de música locales. Se creó en el año 2004 recuperando la tradición local que mantuvo banda hasta los años 50. En los eventos importantes de la ciudad; procesiones, fiestas, comuniones, eventos destacados, etc. acompañan a las autoridades con su música. También es habitual un par de conciertos al año en la ciudad y varias salidas para tocar en otras localidades del entorno.
Las charangas locales Miracueto y Ultreya Berri amenizan las fiestas, tanto vianesas como de otras plazas del entorno. El año 2010 surge la txaranga Gazte Berri formada por los más jóvenes y que debútan en las fiestas del colectivo juvenil.
El grupo de acordeón diatónico Vianako trikitilariak acompaña musicalmente al grupo de danzas local y amenizan pasacalles y kalejiras tanto en Viana con en pueblos de todo Euskal Herria.
El grupo infantil de danzas Erentzun Dantza Taldea mantiene escuela de danzas en la ikastola y habitualmente actúan en la localidad coincidiendo con la feria de artesanía, intecambios con otros grupos de danzas, fiestas de la juventud y llegada del Olentzero. Es habitual ver todos los años otros grupos de danzas actúando en esta ciudad.
La gaita ha sido un instrumento con gran solera en Viana, donde destacó por encima de todos, Julián Matute Greño en los años finales del siglo XIX y primer cuarto del XX. Actualmente un grupo de gaiteros formado a partir de la escuela de gaita y tambor que se creó en 2012 suele amenizar las calles de la localidad. Dicha escuela funciona con una decena de alumnos.
Desde los años 80 siempre ha habido en Viana algún grupo de rock en activo, aunque su duración temporal no ha sido prolongada, pues con demasiada frecuencia sus componentes han ido saltando de una formación a otra.
A destacar el grupo Iraultza que, a principios de los 90, tuvo un éxito destacado llegando a grabar maqueta. LSD cubrió el hueco más tarde y en 2006 era el grupo Besterik Gabe el que destacaba junto a otras formaciones como Malko, Izana o Makuto. Rotabator sigue en activo y tiene una audiencia considerable. Actualmente es el grupo Shine & Mess el que aparece más activo en el panorama musical vianés. Smoking Hil ahora Kometa es la nueva formación que destaca en Viana, ganador del concurso Viana Rock 2011 Jóvenes promesas y participante en el Viana Rock junto a Ken Zazpi y Txarrena.

### Deporte

#### Entidades deportivas
Fútbol
El Club Atlético Vianés mantiene nueve equipos en competición.
Las féminas militan en categoría nacional, a la que ascendieron tras la temporada 2009-2010. El primer equipo masculino milita en la tercera división, tras perder la categoría y volver a recuperarla en 2010.
Otros siete equipos militan en la federación riojana, en categorías juvenil, cadete, benjamín y prebenjamín.
Fútbol sala
El Ciudad de Viana de fútbol sala milito en la categoría Primera Nacional B, en la territorial de La Rioja. El año 2011 quedaron campeones de la Copa de La Rioja. Cuenta con tres equipos. También protagonizaron en el año 2009 un calendario de desnudos que tuvo repercusión mediática. Actualmente el Club Deportivo Vianés milita en Tercera División.
Ciclismo
El colectivo AIKE y el club ciclista vianés coordinan los deportes de bicicleta con salidas dominicales tanto en BTT como bicicleta de carretera. Colaboran en la organización de eventos como la vuelta al País Vasco, o la vuelta a Navarra y organizan pruebas de categorías menores a nivel provincial. También anualmente organizan la marcha cicloturista Ciudad de Viana.
Montaña, senderismo y espeleología
Un deporte con larga tradición en Viana donde en los años entre 1980 y 2000 el Grupo de montaña Ultreya Berri canalizaba las actividades de este deporte. De aquella época quedan las exploraciones y catalogación de simas en el entorno de la sierra de Codés. También la coordinadora deportiva local organiza diferentes actividades de senderismo y media montaña. En los últimos años, el colectivo Vianatrekking ha tomado el relevo y son los más activos en salidas de Montaña, espeleología, barranquismo y esquí.
Pelota vasca
Viana siempre ha tenido tradición pelotazale. Todos los años se disputan en el frontón vianés media docena de partidos profesionales. Nuestros mayores jugaban a la pelota en El rebote y hay inscripciones en la pared de la iglesia en la que «Se prohíbe jugar a la pelota bajo multa de 1 a 15 pesetas». El colectivo Blodimery. organiza anualmente un torneo de pelota vasca en el frontón antiguo. La escuela de pelota Titín III entrena chavales en el frontón nuevo. El frontón cubierto completa todas sus horas de alquiler con aficionados locales que mayoritariamente practican paleta goma y frontenis.
Motociclismo
El motoclub El Cueto tiene a su cargo un circuito de motocross donde entrena. Muchos de sus miembros además son usuarios de quads todo terreno, y también de motos de ruta. Algunos años han organizado concentraciones moteras en Viana con exhibiciones.
Atletismo
En los años ochenta se organizaba en Viana el Cross Ultreya-Berri con algunos atletas locales destacados. Hoy todavía participan en carreras de fondo de larga distancia. En torno al colectivo Vianatrekking un grupo de jóvenes son asíduos a las carreras de fondo de la región. Alguno de ellos con marcas dignas de corredores profesionales. En Viana se viene celebrando la carrera de medio fondo Entre Viñedos, del circuito Solo Runners en el entorno de la bodega Rioja Vega. El último día del año también se celebra la tradicional San Silvestre en un ambiente más popular, con corredores disfrazados y varias pruebas adecuadas a los participantes según edades. En el año 2014 se celebró por primera vez la carrera Ciudad de Viana, de 10 km, congregando a 200 deportistas en dicha cita.
Desde 2016 se celebra la Media Maratón Camino de Santiago Los Arcos-Viana.

#### Instalaciones deportivas

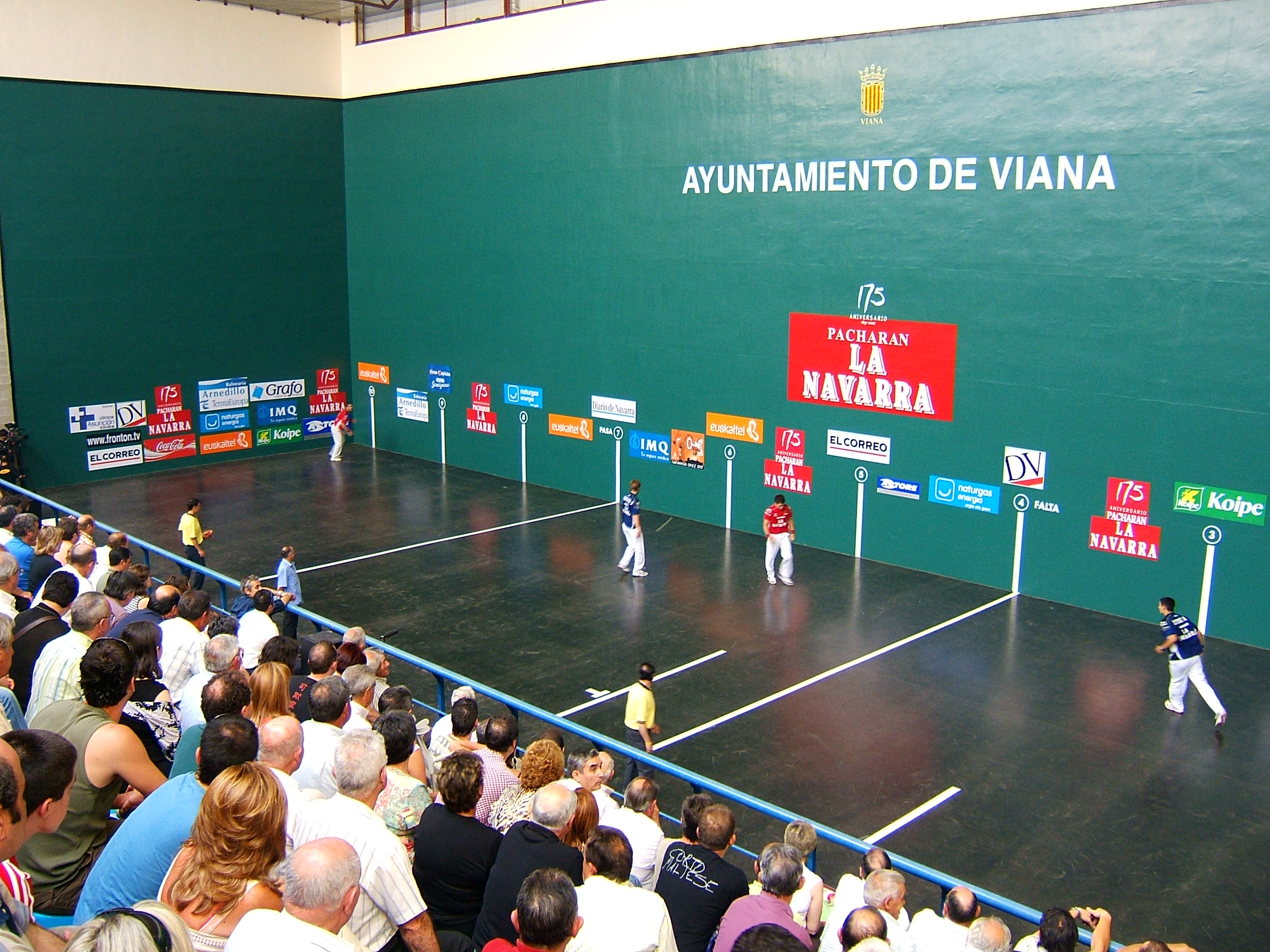
Frontón municipal de Viana

- Frontón antiguo descubierto: Adosado a la antigua muralla del Castillo, sin rebote. Se utiliza principalmente en verano para jugar a pelota mano y paleta goma.
- Pista polideportiva y Frontón: Pista reglamentaria de futbito, balonmano, balón volea y baloncesto. Tiene grada y vestuarios. Frontón cubierto, con rebote, grada y vestuarios. Se utiliza toda la temporada excepto agosto, para pala, paleta goma y pelota mano. La escuela de pelota Titín III entrena allí. También es alquilada por particulares para sus partidos.
- Otras canchas al aire libre: Plaza del Coso, con pista de futbito y baloncesto. Patio del colegio público, con pistas de minibasket y futbito. Patio de la ikastola con frontón descubierto y pista multiusos.
- Campos de fútbol: Instalaciones Príncipes de Viana. Un campo de hierba natural y otro de hierba artificial. Vestuarios y bar. Pista de atletismo de seis calles a su alrededor con piso de asfalto.
- Piscinas de verano: Piscina recreativa con cuatro toboganes y cascada artificial. Zona de nado no reglamentaria, y otra con surtidores de agua. También una piscina de chapoteo para los niños pequeños. Amplia zona de césped. Bar y vestuarios.
- Piscina de invierno y spa: Piscina climatizada, pediluvio y circuito de spa. Gimnasio con aparatos de musculación.
- Pista de Paddel: Dos pistas reglamentarias cubiertas por tejavana.
- Pista de Tenis: Pista reglamentaria a aire libre.
- Rocódromo: Una estructura escalable de 3,5 m de altura. Cubierta con estructura cerrada acristalada.
- Circuito de motocross: Circuito privado del motoclub El Cueto en terrenos municipales. Situado en la zona sur de la localidad. Zona de Los Doce.
- Zona de aparcamiento para Autocaravanas con servicio de desagüe, agua, bancos y árboles. Recinto vallado junto a las piscinas municipales.

### Ocio
En el centro comercial Las Cañas existe un multicine con 12 salas, una bolera americana, una franquicia de parques infantiles (toboganes, piscina de bolas, laberinto...) y varios bares y restaurantes. También un hotel de 4 estrellas.
En el casco urbano está el Centro Joven o Ludoteca.
Las cuadrillas de jóvenes tienen sus locales llamados txamizos donde se reúnen a ver televisión, jugar con videojuegos, o juegos de mesa. Conforme avanza la edad, estos txamizos se convierten en locales de cuadrillas o peñas y algunos de ellos toman la forma jurídica de Sociedad Gastronómica, con instalaciones de cocina, algunas de ellas de tipo industrial, y amplio comedor. Actualmente hay 8 oficialmente registradas y alguna más en trámites.
La sociedad deportiva, recreativa y cultural Ultreya-Berri fundada en 1966, dispone de bodega, cafetería, merendero social, comedor, salón de actos y gimnasio.
Al margen del centro comercial, en la ciudad hay 22 bares además de 7 restaurantes (uno de ellos en las instalaciones deportivas Príncipes de Viana y otro en el polígono La Alberguería). Un hotel de 3 estrellas, dos hostales de 2 estrellas y cuatro apartamentos turísticos completan la oferta. Y para los peregrinos a Santiago además del albergue municipal junto a las ruinas de San Pedro, existe otro más moderno de carácter privado en la calle El Cristo. Un refugio parroquial junto a la iglesia de Santa María completa la oferta.
En diversos puntos hay 6 instalaciones de recreo infantil, con columpios y toboganes, en parques o plazas. Recientemente se instaló un skate park en el barrio de la vizcaína.
Podemos considerar como lugares de esparcimiento el Paseo Príncipe de Viana, el parque de San Pedro, el parque junto a la residencia de ancianos, la plaza del mirador Sierra de Codés, y ya saliendo a las afueras del núcleo urbano, el parque de El Cueto, la Fuente Vieja, la zona verde junto a la ermita del Calvario, la zona verde del barrio de Salcedo y la plaza entre la Guardería municipal y el polideportivo.
Más lejano, existen zonas de merendero en el entorno de la ermita de Cuevas, en Cornava y en la Barranca Salada.
Además del Camino de Santiago que cruza de este a oeste el término municipal, varios senderos señalizados recorren otras zonas del municipio; como el sendero César Borgía que lleva hacia el sureste hasta el lugar donde cayó abatido el personaje en la Barranca Salada, otro que dirección norte sube hasta el hipogeo de Longar, y un tercero hacia el oeste circundando la laguna de Las Cañas y con opción de visitar el observatorio de aves El Bordón.

### Gastronomía
Especialmente a tener en cuenta sus asadores y sidrerías, con típica comida navarra regada con buen vino o sidra, aderezada con fantásticos postres navarros, cuajadas, queso con nueces, etc.
Además de las típicas recetas de la rica gastronomía de Navarra, Viana disfruta de una gran tradición repostera, con pastas típicas que son muy apreciadas por los visitantes, como las españolas y magdalenas, de cualquiera de sus dos panaderías.
Tres bodegas de la DOca Rioja están instaladas en la localidad, las cuales producen vinos de alta calidad y cava de uvas de variedad viura.
El pacharán navarro tiene en Viana la principal destilería, además se producen otras variedades de licores de frutas, aceite de oliva virgen extra y embutidos artesanos.

### Leyendas
La brujería en Viana tuvo su mayor exponente en Johanes de Bargota, cura de la población cercana que en el siglo XVII pertenecía a la ciudad. Realizó sus estudios eclesiásticos en Salamanca, donde se inició en el arte de la brujería. Una vez en Bargota, ejerció de clérigo en la iglesia de Santa María y allí desarrolló sus oficios como hechicero, aunque nunca empleó su saber de manera dañina.
En Viana también perduran las leyendas sobre Endregoto, la cieguecita de Viana, la cual murió en la hoguera en Logroño, acusada por la Inquisición del homicidio del conde de Aguilar. Este, buscando la eterna juventud, se enteró de que Endregoto hacía curas milagrosas y poseía todos los ritos de la curandería. Se dejó en sus manos y con Johanes como aprendiz, la bruja intentó el hechizo que devolviera la juventud al conde. «En menos de una hora le descuartizaron, machacaron sus huesos, hiciéronle tajadillas y echaron el picadillo en la redoma grande», según relata Martínez Alegría. Tras la desaparición del conde, «La justicia empezó sus investigaciones para conocer la causa, motivos y forma de aquel horrible crimen. Al comprobar que en su realización habían intervenido motivos de prácticas de magia o brujería, remitió las actuaciones al Tribunal del Santo Oficio». Otros estudiosos relacionan la brujería con la colonia judía, que tuvo su rechazo entre la comunidad local por la prosperidad de sus negocios; se les acusó de utilizar la sangre de niños cristianos para preparar sus brebajes medicinales.
Algunos escritos indican que el prado Salobre, junto a la actual laguna de Las Cañas, era lugar de encuentro de todos los brujos y hechiceros de la comarca, donde celebraban sus akelarres asistiendo a él volando sobre escobas o animales fantásticos. En los últimos años el departamento de Turismo de Navarra ha creado una Ruta de la Brujería en la cual el Itinerario 4, visita estas localidades de Tierra Estella.